# Transporte aeromédico

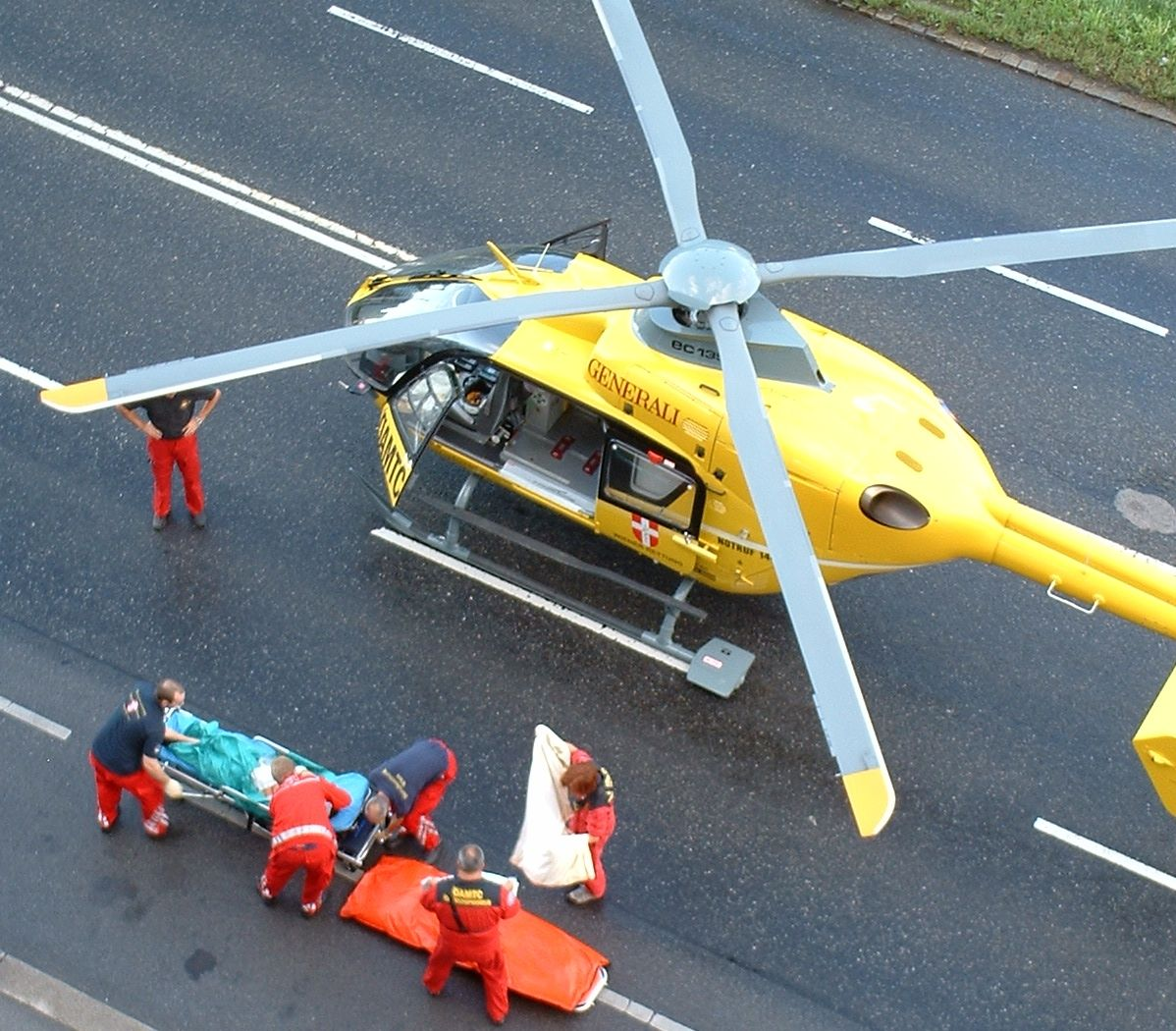
Figura 1. Resgate aeromédico.

O transporte aeromédico consiste no resgate ou na remoção de doentes graves, por meio de helicópteros ou aeronaves, em locais que ambulâncias tradicionais não possam facilmente ou rapidamente alcançar (transporte primário), ou mesmo em situações em que o doente necessite de um transporte inter-hospitalar que seja mais adequado por via aérea (transporte secundário). É considerado um transporte seguro, e apesar de ter algumas desvantagens é bastante rápido, o que proporciona uma assistência quase imediata aos feridos/pacientes, podendo salvar muitas vidas. Por trás deste tipo de transporte, encontra-se uma tripulação competente e em sintonia, que cumpre determinados requisitos, e equipamentos e materiais especializados, que tornam possível que todo o transporte seja feito sem qualquer incidente. 
A sofisticação do transporte aeromédico, depende das necessidades e das características de cada país. Uma das principais distinções diz respeito às dimensões territoriais, mas não só a extensão territorial é um factor importante. A distribuição populacional, a existência de povoações isoladas e o elevado número de acidentes rodoviários, também são características importantes. 
As aeronaves sofreram uma grande transformação, passando de equipamentos rudimentares para helicópteros, jactos e aviões com equipamentos de alta tecnologia, de modo a poderem responder a qualquer tipo de situação.
Em média, são realizados nos Estados Unidos cerca de 16 mil transportes aeromédicos e no Brasil cerca de cinco a sete mil por ano. Em Portugal, desde que os helicópteros do INEM (Instituto Nacional de Emergência Médica) entraram em funcionamento, até ao ano de 2007 terão sido realizados cerca de 4562 mil transportes aeromédicos. 

## História
Militar
Os primeiros dados históricos do transporte aeromédico datam de 1870, em Paris, durante a guerra Franco-Prussiana, em que o transporte de feridos era feito através de balões para o exterior de Paris. Os registos dos 67 balões, no entanto, não mencionam o transporte de feridos ou doentes.
Mais tarde, em 1890, um médico holandês propôs que os feridos das batalhas fossem transportados em balões, mas também não existe qualquer tipo de documento que prove que tal proposta tenha sido executada (INEM, 2007).
Apesar de, no início de 1900, Paul Bert (Pai da Fisiologia da Altitude) ter efectuado experiências do efeito da altitude nos seres humanos, só com o advento do avião, em 1906, e já durante a Primeira Guerra Mundial, em 1916, há conhecimento da primeira remoção aérea, em rudimentares mono-motores (Ferrari, 2005). Desde cedo, estas evacuações aéreas mostraram resultados mais favoráveis na recuperação do paciente, em comparação com aqueles que eram transportados por via terrestre. Esta constatação foi o elemento impulsionador da construção de um avião que fosse capaz de transportar duas macas em vez de apenas uma.
Em 1917, o French Dorand ARII já transportava feridos na frente de Amiens (INEM, 2007).
Foi na Segunda Guerra Mundial, que surgiram unidades maiores que permitiam a inserção de uma equipa aeromédica com um médico e um enfermeiro a bordo.
Em 1939 é inventado o helicóptero pelo engenheiro russo Igor I. Sikorsky, surgindo a modalidade de transporte com asa rotativa. Estes helicópteros conseguiam efectuar o transporte de dois feridos ao mesmo tempo (Ferrari, 2005) e como tal, foram utilizados para transportar os feridos da Guerra da Coreia para os seus hospitais. Cerca de 17 mil feridos terão sido transportados entre 1951 e 1953 (INEM, 2007).
Com a evolução tecnológica, surgimento de desfibriladores, monitores e ventiladores mecânicos, o conflito do Vietname viu nascer as UTIs (Unidade de Tratamento Intensivo) aéreas (Ferrari, 2005). Os helicópteros presentes nesta guerra, só nos últimos três meses de 1965, realizaram cerca de 25 mil evacuações (INEM, 2007).

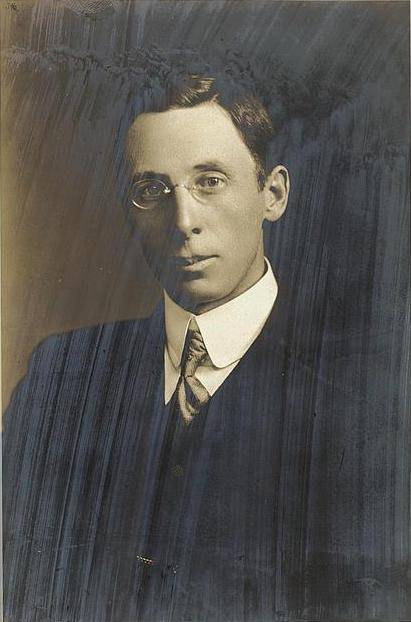
Figura 2. O reverendo e aviador John Flynn.

Civil
Em 1911, o reverendo «John Flynn» (em inglês)(Figura 2) iniciou a sua actividade na zona norte do Sul da Austrália, onde prestou trabalho missionário.
Rapidamente, verificou que as pessoas das localidades do interior não conseguiam ter um fácil e rápido acesso às unidades de saúde ou a hospitais.
Flynn fez desta situação o seu projecto de vida, mas apesar de demonstrar constantemente a necessidade de cuidados médicos no interior só em 1928 cumpriu o seu sonho.

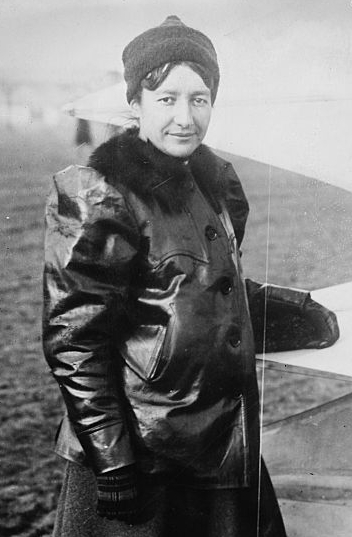
Figura 3. Marie Marvingt, a mulher mais condecorada da história francesa.

A 15 de Maio de 1928 nasceu o Royal Flying Doctor Service.
Esta entidade sem fins lucrativos começou a prestar serviço na área remota de Conclurry, Queensland, no continente australiano (Royal, [2008]).
O Royal Flying Doctor Service prestava não só assistência médica de urgência, como também cuidados primários a pessoas que não conseguiam ter acesso às unidades médicas ou aos hospitais devido a se encontrarem a grandes distâncias.
No continente africano, «Marie Marvingt» (em inglês)(Figura 3), em 1934, realizou o primeiro transporte aeromédico.
Além de ser a mais condecorada mulher na história francesa, Marie Marvingt foi também a primeira mulher em missões de combate, como  piloto de bombardeiros. Era também uma enfermeira qualificada, especializada em medicina aeronáutica, o que fazia dela a candidata ideal para este serviço.
O serviço médico foi, inicialmente, estabelecido em Marrocos que tinha, na altura, áreas muito isoladas.
Na América do Norte, o transporte aeromédico foi estabelecido pelo governo, em 1946, em Regina, Canadá.
Apenas um ano mais tarde, em 1947, nascia, em Los Angeles, a Schaefer Air Service, fundada por J. Walter Schaefer, tornando-se, mais tarde, a primeira empresa, dos Estados Unidos, certificada pela Federal Aviation Administration (FAA).
Na Alemanha, o transporte aeromédico civil iniciou-se a 1 de Novembro de 1970, ao serviço do Hospital de Harlaching, em Munique.
Este serviço teve um rápido crescimento e, em 1975, já possuía dez helicópteros, todos eles com o nome do santo padroeiro dos viajantes, São Cristóvão. 
Em 1977, em Denver, Colorado, criou-se o primeiro hospital com plataforma de aterragem para helicópteros.
Com o passar dos anos, os helicópteros foram evoluindo para aeronaves e em 1998 o «Hospital de Bangkok» (em inglês) permitiu, que qualquer paciente tivesse, independentemente do seu destino de viagem (Ásia ou Pacífico), tivesse acesso ao transporte aeromédico e à assistência médica aérea. (Bangkok, [2009a?]).
No Brasil e Portugal
O transporte aeromédico, no Brasil, teve início em 1950, no Pará, com a criação do Serviço de Busca e Salvamento (SAR), que tinha como principal função a localização de aeronaves e embarcações desaparecidas e o transporte de sobreviventes de acidentes aéreos e marítimos.
Em 1988, foi criado o Grupo de Socorro de Emergência (GSE) que realizou, em sete anos, cerca de 1 200 remoções/resgates.
Um ano depois, em São Paulo, foi estabelecido o Projecto Resgate com o objectivo de diminuir a mortalidade no resgate de vítimas em vias públicas.  No início da década de 1990 começaram a surgir os serviços de transporte aeromédico particulares (que ficaram conhecidos popularmente no Brasil como UTIs aéreas), com o objectivo de dar resposta às necessidades dos pacientes que se encontravam a grandes distâncias de unidades hospitalares (Thomaz, 1999).
Em Portugal, o INEM dispõe de dois helicópteros próprios, um localizado no aeródromo de Tires, em Lisboa, outro no Hospital Pedro Hispano (Figura 4), no Porto e um terceiro, apenas em período nocturno, na zona Centro, do Serviço Nacional de Bombeiros, em Santa Comba Dão (Emergência, [2005]). Sempre que é necessário pode-se recorrer aos helicópteros da Força Aérea Portuguesa (INEM, 2007).

## Modalidades

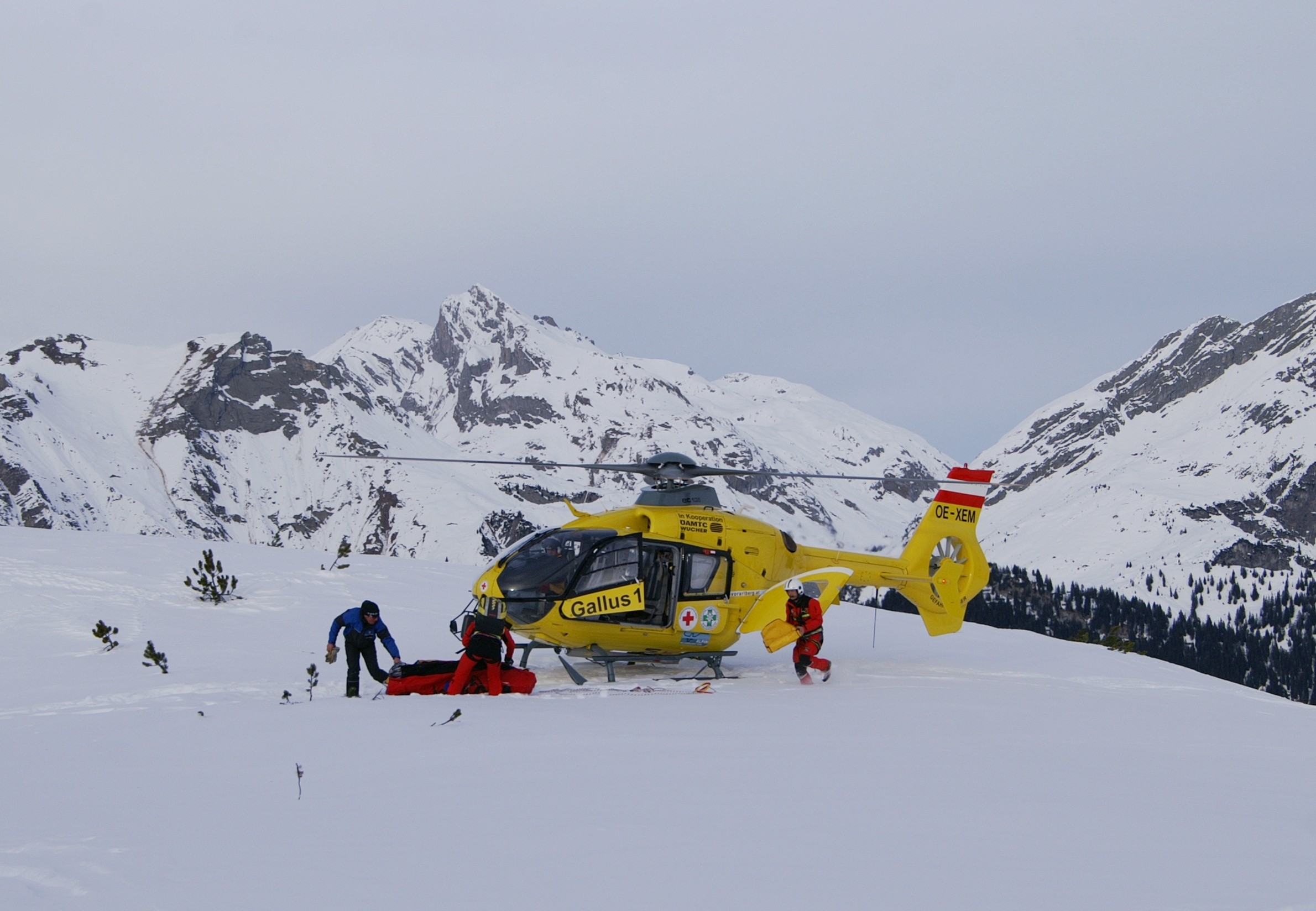
Figura 5. Resgate aeromédico.

O transporte aeromédico compreende duas modalidades básicas: o resgate e a remoção.
O resgate (Figura 5) consiste no transporte dos doentes desde o local da ocorrência do incidente até à unidade de saúde (transporte primário). Este transporte é feito através de equipamentos e de pessoal médico e paramédico especializado. 
O transporte primário de pacientes é solicitado nas seguintes situações (Weir, 2007):
- Locais de difícil acesso a ambulâncias;
- Colisões frontais fora da localidade;
- Encarceramentos em veículos;
- Acidentes de viação a velocidades superiores a 30 km/h;
- Quedas superiores a 6 metros ou ao terceiro andar de prédios;
- Morte de algum ocupante;
- Explosões;
- Afogamentos ou acidentes de mergulho;
- Exposições a produtos tóxicos;
- Inalações ou queimaduras graves;
- Lesões penetrantes na cabeça, pescoço ou tronco;
- Fracturas na coluna vertebral, do fémur ou da pélvis (bacia);
- Comatoso;
- Pressão arterial sistólica inferior a 95 mm Hg ou pulsação superior a 120 batimentos por minuto;
- Perdas de sangue superiores a 1 litro;
- Dificuldades respiratórias.

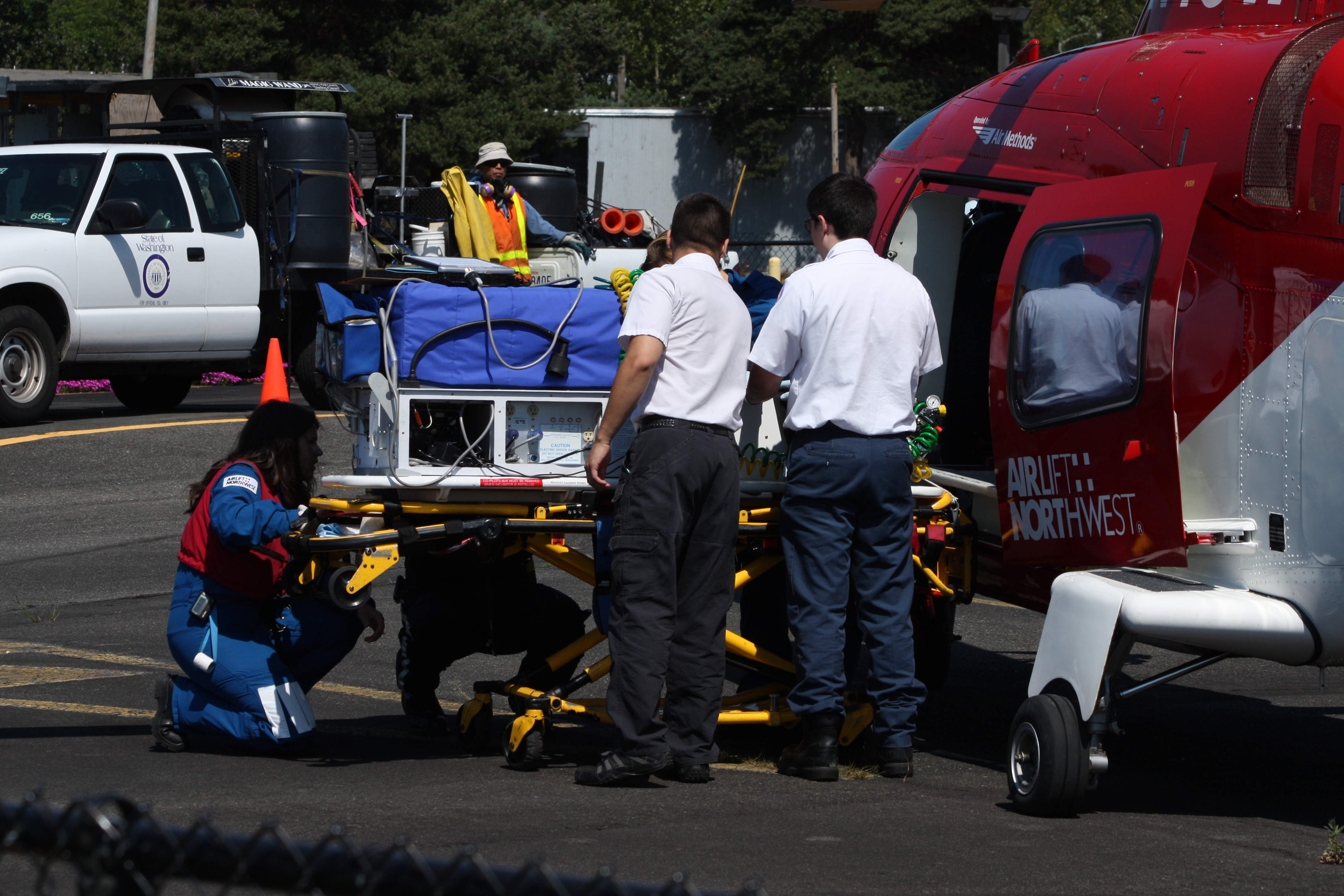
Figura 6. Remoção aeromédica.

O atendimento e a estabilização inicial do paciente são feitas no local, seguidas do preparo e transporte para uma unidade de saúde ou hospital, previamente contactada pelo médico a bordo para estar devidamente preparada para continuar o atendimento do doente 
A remoção - transporte secundário - (Figura 6) é sempre feita entre unidades de saúde, quando o hospital onde se encontra o paciente não tem recursos humanos, diagnósticos ou terapêuticos necessários para o seu tratamento e desde que o paciente apresente condições para tal procedimento. A remoção é da responsabilidade do médico e envolve diversos aspectos, nomeadamente, éticos, logísticos, financeiros, técnicos, operacionais e legais. O prognóstico do paciente não deve ser comprometido com a remoção, e esta só pode ser efectuada com o consentimento ou do paciente (caso esteja consciente) ou do representante legal, que devem estar previamente esclarecidos sobre os seus riscos e benefícios (Júnior, 2001).

## Condições médicas e situações críticas necessárias de transporte aeromédico

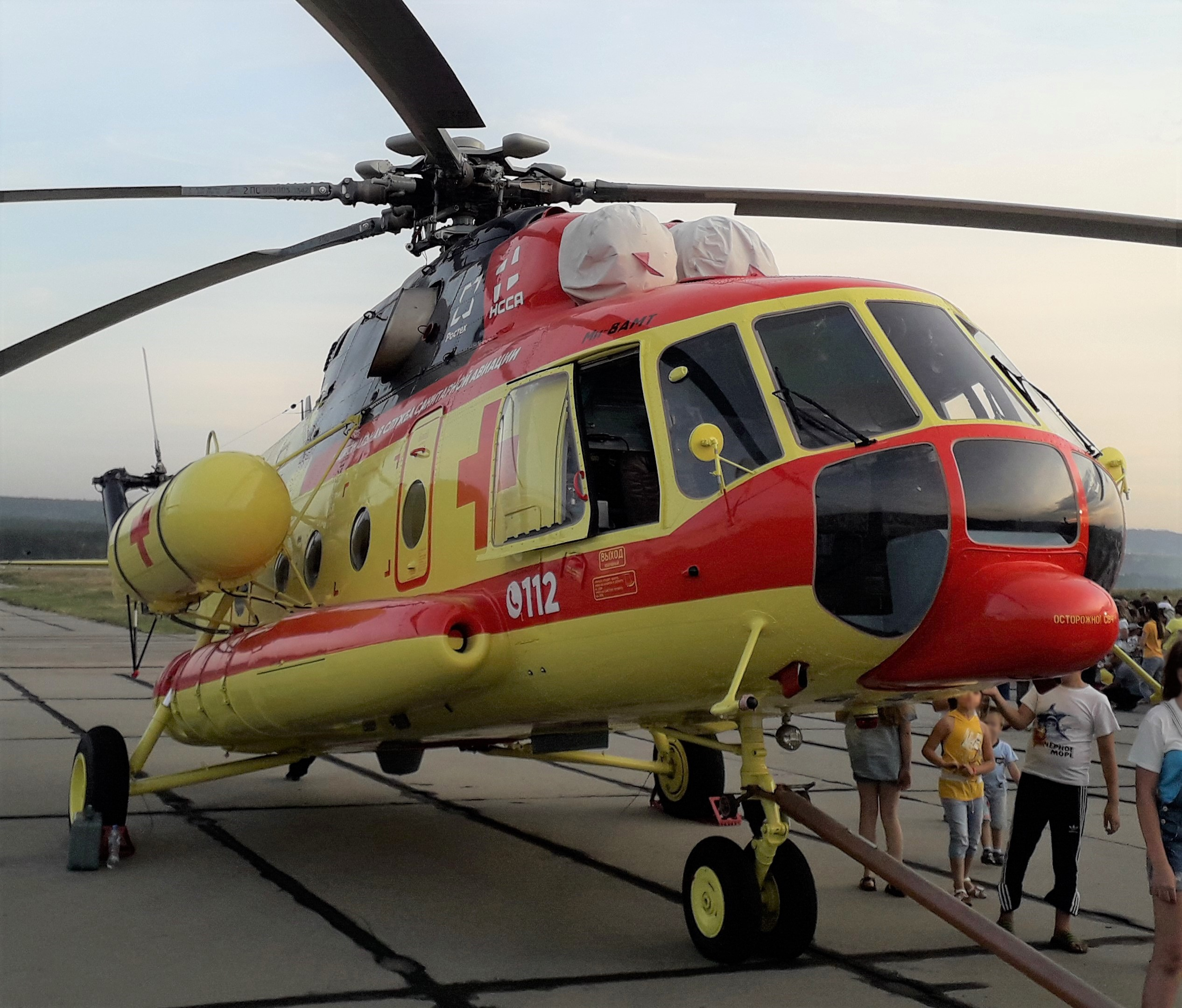
Helicóptero de ambulância Mi-8AMT

Não existem regras específicas para requerer este tipo de transporte, pois cada paciente independentemente do seu estado de saúde, apresenta características singulares, que tornam impossível fazer qualquer tipo de comparações. No entanto podem-se considerar algumas condições em que os médicos possam preferir o transporte aeromédico. Algumas dessas condições podem ser de pacientes (Bangkok, [2009b?]):
- Com problemas respiratórios que necessitem de ventiladores;
- Com problemas neurológicos que necessitem de monitorização intra-craniana;
- Com traumatismos;
- Com fracturas múltiplas;
- Recentemente sujeitos a um transplante;
- Da unidade de obstetrícia que necessitem de cuidados intensivos;
- Da unidade de cuidados intensivos.

## Cuidados a ter com a vítima/paciente

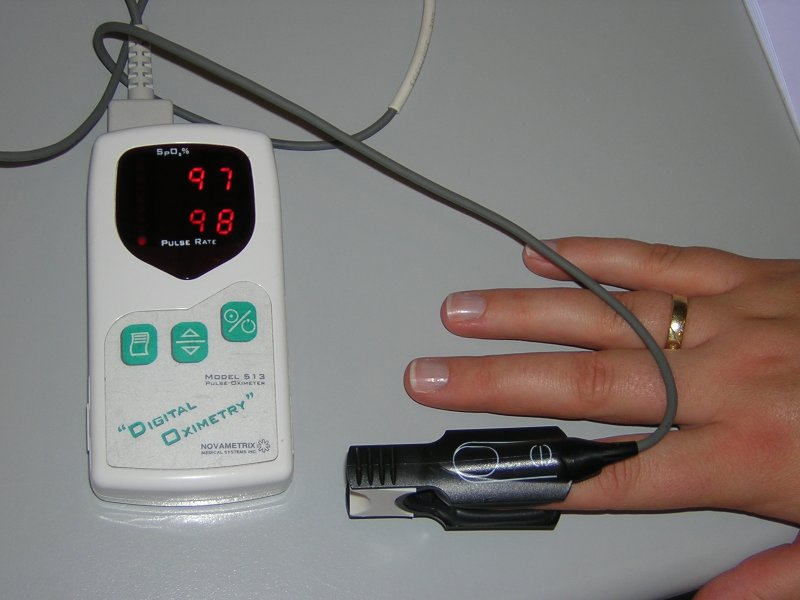
Figura 7. Oxímetro de pulso.

- Se a vítima estiver consciente deve ser esclarecida quanto ao transporte. Se a vítima se encontrar em estado agitado deve ser sedada e contida, especialmente em helicópteros devido ao piloto e ao painel de controlo estarem ao alcance da mesma;
- As vítimas de traumas devem ser adequadamente imobilizadas;
- O paciente deve ter no mínimo um acesso venoso calibroso (com jelco ou abocath – tipos de seringas). Os procedimentos invasivos devem ser realizados antes do embarque;Figura 8.Monitor de pressão arterial electrónico não invasivo

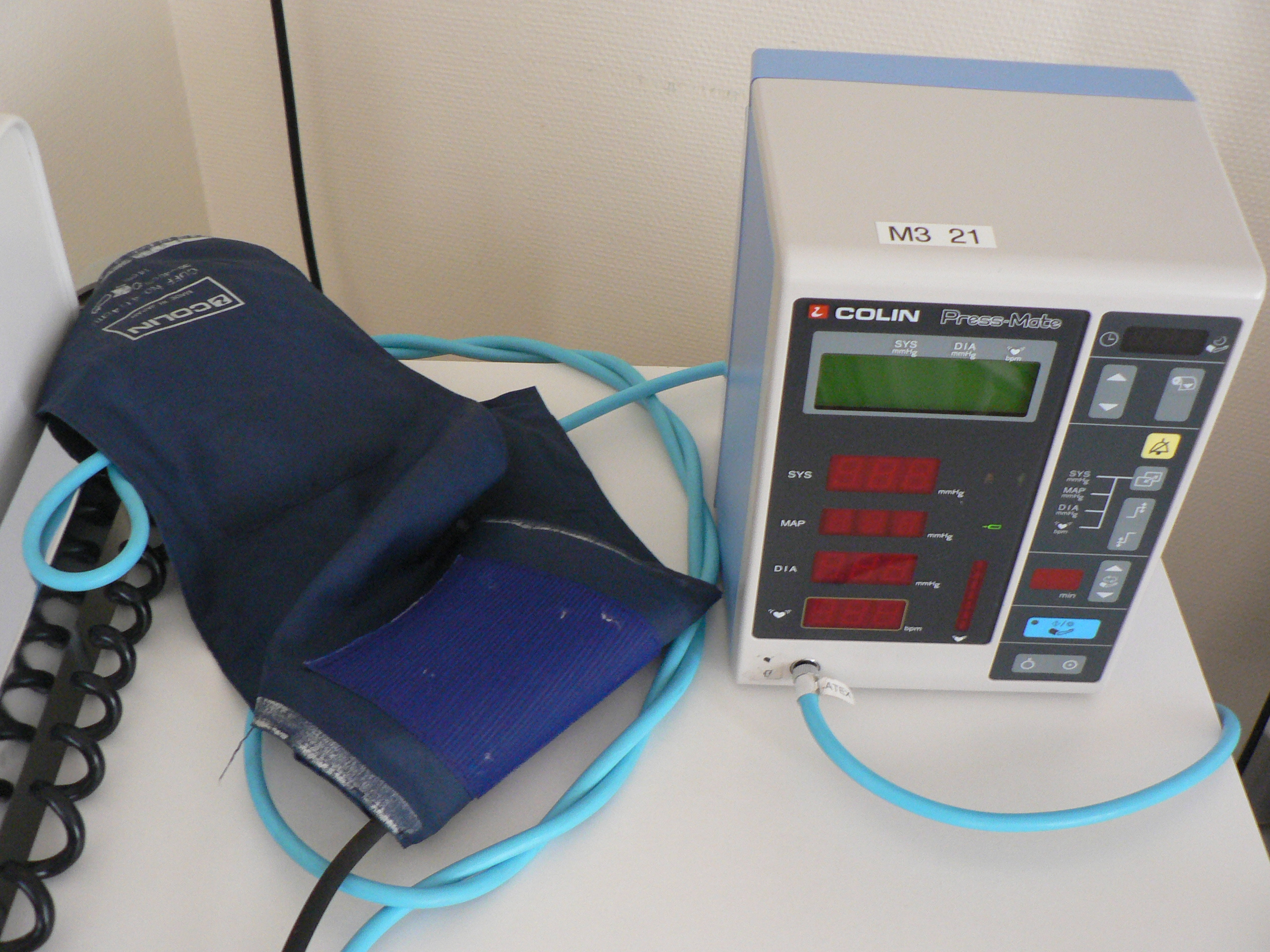
Figura 8.Monitor de pressão arterial electrónico não invasivo

- As medicações de urgência, com uso previsível para a situação, devem estar prontas para administração. O material para ventilação mecânica, aspiração e oxigenação deve encontrar-se em locais acessíveis. É desejável que se disponha de um aspirador manual portátil para as situações de falha do equipamento;
- Estabelecer junto à vítima, antes do embarque, acessos, a fim de evitar eliminações a bordo tais como: hemorragias, fluidos, fisiológicas e secreções;
- Antes do transporte, monitorizar a vítima com monitor cardíaco, oxímetro de pulso (Figura 7) e monitor não invasivo de pressão arterial (Figura 8) (Vieira, [2009]).

## Vantagens e desvantagens
A principal vantagem desta forma de transporte é a diminuição da mortalidade dos feridos e doentes. Relativamente às desvantagens existem várias, nomeadamente, os custos de operação e de manutenção das aeronaves que são bastante elevados.
Outras desvantagens dizem respeito, às consequências de se tratar de um transporte aéreo, pois o corpo humano, quando confrontado com alterações de pressão atmosférica, temperatura e volume, pode sofrer consequências clínicas.
A hipoxia é uma dessas consequências. Resulta da descompressão acima dos 18 mil pés de altitude, complicando-se quanto maior for a altitude e o tempo de exposição. 
Uma forma de reduzir esta complicação é a utilização de cabines pressurizadas, mas muitas vezes são os factores individuais ou mesmo a doença clínica que a provocam. 
O stress de voo também pode levar a consequências clínicas, pois afecta, não só os pacientes, como também a tripulação.
A tripulação tem de estar bem preparada para conseguir controlar os seus níveis de stress pois estes podem comprometer, não só a qualidade da assistência ao paciente, como o seu próprio organismo.
Na origem do stress, para a tripulação, encontram-se factores como a mudança de clima, a alimentação, as vibrações e ruídos, a mudança de fuso horário, o baixo nível de humidade do ar na cabine e a fadiga.
De forma a combater estes factores, os tripulantes devem ter uma indumentária adequada à temperatura existente, prevenindo infecções respiratórias e tornando o seu trabalho mais confortável. A alimentação da tripulação deve ser mais rica em hidratos de carbono do que em proteínas (requerem mais oxigénio), deve-se evitar bebidas gasificadas e alcoólicas. Alimentos que possam causar distensões e cólicas também devem ser evitados. De forma a diminuir os efeitos das vibrações, recomenda-se que os tripulantes tomem algumas medidas, nomeadamente, uma postura correcta da coluna durante o manuseamento do paciente, exercícios que fortaleçam os músculos cervicais, lombares, dorsais e abdominais. Os tripulantes devem estar equipados com protecções auriculares a fim de se defenderem dos ruídos, evitar o desconforto e danos temporários ou permanentes nos ouvidos.
A cada quatro horas deve-se ingerir 250 ml de água para combater a fadiga, a falta de concentração e a indolência. É também importante o uso de óculos em vez de lentes de contacto, pois, as mucosas nasais da orofaringe são comuns às conjuntivas, e, a altas altitudes, secam. 
Os equipamentos médicos também estão sujeitos aos efeitos da altitude. Equipamentos que possam ter variações de pressão consoante a altitude necessitam de um cuidado especial, pois podem rebentar ou ter influência no tratamento que se presta. Para combater tais factores é usual recorrer-se a aparelhos electrónicos que não são sujeitos a tais alterações (Reis, 2000).

## Requisitos
Tripulação
O transporte aeromédico requer uma tripulação experiente e altamente treinada para emergências médicas (Guimarães, 2003) (Figura 9 e 10), bem como material e equipamentos especializados para lidar com qualquer emergência.

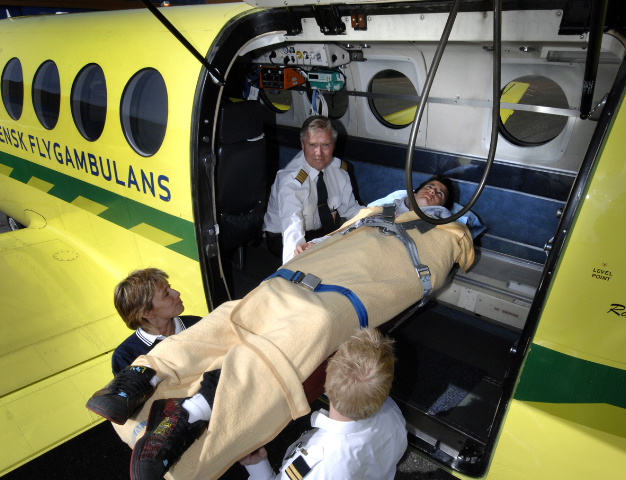
Figura 9. Tripulação durante uma remoção/resgate aeromédica.

Em ambas as modalidades do transporte aeromédico é imprescindível a presença de um médico, de um piloto e de um enfermeiro a bordo. Quando a remoção é feita sem equipamento avançado de vida, o enfermeiro pode ser substituído por um técnico de enfermagem.

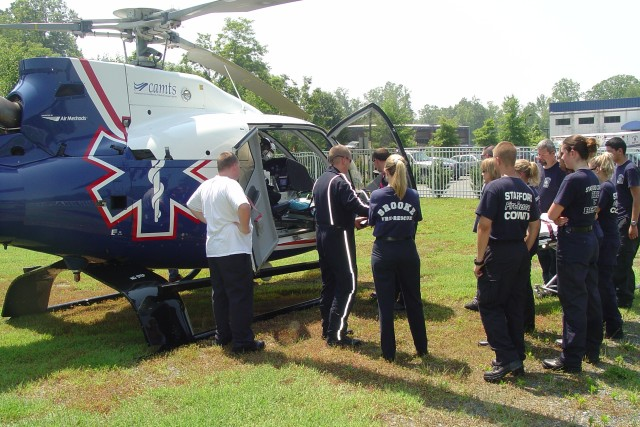
Figura 10. Tripulação aeromédica.

Por sua vez, o enfermeiro deve, não só actuar em conjunto com o médico, durante as intervenções de emergência, como também, caso seja necessário, administrar medicações, realizar curativos, imobilizações de fracturas ou prestar qualquer outro tipo de cuidado específico. Todos os cuidados prestados devem ser avaliados e registada a evolução do paciente, tarefa que também deve ser realizada pelo enfermeiro de bordo.
Outro tipo de funções do enfermeiro de bordo é o manuseamento dos equipamentos e assegurar-se da sua manutenção, o controlo e reposição de medicamentos e proporcionar ao paciente conforto e apoio psicológico (Gentil, 1997).
O ambiente de trabalho no transporte aeromédico é bastante limitado, o que impõe diversas condições aos pacientes e à tripulação que influenciam os cuidados prestados aos pacientes.
Deste modo é importante que toda a tripulação esteja bem treinada, que conheça a fisologia de voo e altitude e as suas complicações.
As exigências mínimas para a escolha das tripulações são (Guimarães, 2003):
- Agilidade física;
- Capacidade para suportar a fadiga;
- Competência técnica;
- Boa condição física;
- Curso básico de transporte aeromédico;
- Curso básico de sobrevivência;
- Curso de manobras de suporte avançado à vida;
- Curso e exercício simulado de emergência anual;
- Dedicação;
- Entusiasmo;
- Características antropométricas adequadas;
- Experiência em boa comunicação;
- Experiência profissional;
- Facilidade para ensinar;
- Flexibilidade;
- Liderança;
- Motivação;
- Operacionalidade e sistematização;
- Resposta satisfatória ao stress;
- Tacto e sensibilidade.

Equipamentos e materiais
É importante que os equipamentos e materiais cumpram certos requisitos, para que a sua função seja bem desempenhada e para que estes sejam duráveis, pois são equipamentos de elevado custo económico. 
Alguns desses requisitos são (Vieira, [2009]):   
- Estarem calibrados ou virem acompanhados de um protocolo de calibragem;
- Não podem interferir nas ondas electromagnéticas dos equipamentos de navegação aérea;
- Não pode interferir nos equipamentos de comunicação aérea;
- Devem passar por inspecções (checks) diárias de rotina;
- Devem passar por inspecções periódicas (manutenção preventiva) de engenheiros biomédicos;
- Devem possuir documentação do registo de toda e qualquer manipulação feita nos equipamentos/materiais, quer seja em atendimento, limpeza/desinfecção, treino e/ou manutenção;
- Devem possuir indicações para cuidados e manipulações adequadas, a fim de se manter o bom desempenho durante o voo;
- Devem ser capazes de carregar baterias extras disponíveis para o equipamento que utiliza substituição de baterias;
- Devem ser capazes de operar tanto com bateria como com alternador de corrente;
- Devem ser confiáveis;
- Devem ser duráveis o suficiente para suportar os elementos traumáticos do ambiente aeronáutico;
- Devem ser de uma fácil reparação;
- Devem ser facilmente desmontáveis para limpeza e desinfecção;
- Devem ser facilmente montados e fixados;
- Devem ser facilmente submetidos à manutenção;
- Devem ser laváveis;
- Devem ser leves, pequenos e com máxima autonomia;
- Devem ter um bom desempenho em temperaturas extremas;
- Devem ter um bom desempenho nas variações de altitude.

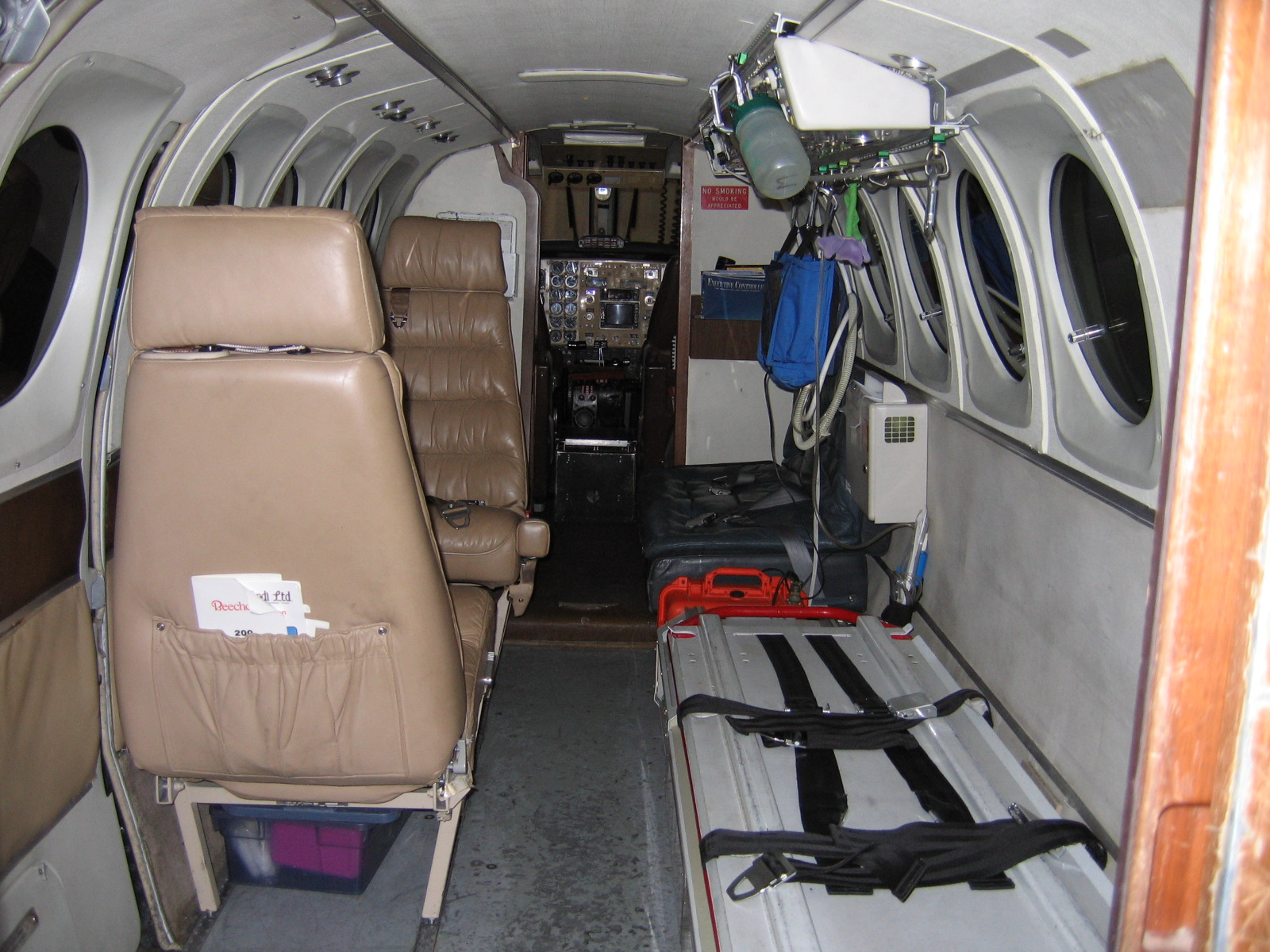
Figura 11. Interior da aeronave King Air 200, onde é visível a maca e algum material aeromédico

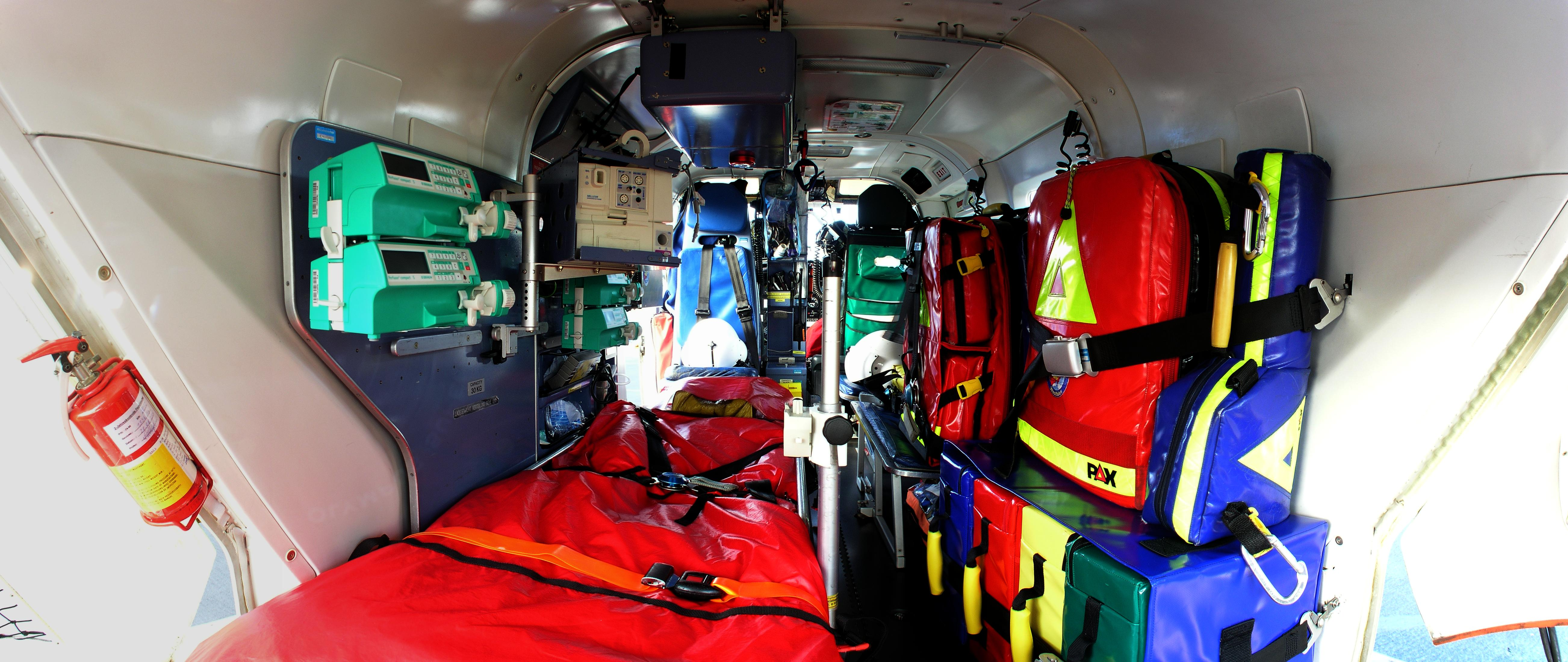
Figura 12. Interior do helicóptero Christoph Westfalen, onde é visível a maca.

Para a modalidade de resgate, normalmente utilizam-se aeronaves de asa rotativa (helicópteros). Estas aeronaves estão equipadas com:
- Conjunto aeromédico, constituído por uma maca (Figura 11 e 12) ou incubadora, um cilindro de ar comprimido e oxigénio com autonomia para, pelo menos, duas horas, uma régua tripla para transporte e um suporte para fixação de equipamentos médicos.
- Equipamentos médicos fixos (Figura 13), de que fazem parte um ventilador mecânico (Figura 14), um monitor cardioversor com bateria, um oxímetro portátil não-invasivo, um monitor de pressão não-invasivo, uma bomba de infusão e uma prancha longa para imobilização da coluna.
- Equipamentos médicos móveis, dos quais consta uma mala de vias respiratórias, com máscaras laríngeas e cânulas endotraqueais de vários tamanhos, cateteres de aspiração, adaptadores para cânulas, cateteres nasais, seringa de 20 ml para insuflar o cuff, ressuscitador manual adulto/infantil, sondas para aspiração traqueal de vários tamanhos, luvas para procedimentos, máscara para ressuscitador adulto/infantil, lidocaína gélica e spray, cadarços para fixação de cânula, laringoscópio infantil/adulto com conjunto de lâminas curvas e retas, estetoscópio, esfigmomanómetro adulto/infantil, cânulas orofaríngeas adulto/infantil, fios, fios-guia para intubação, pinça de Magyl, bisturi descartável, cânulas para traqueostomia, material para cricotireoidostomia.
  - Conjunto de drenagem de tórax munido com drenos, frascos e extensões.
  - Mala de acesso venoso com uma tala para fixação de braço,  luvas estéreis, recipiente de algodão com anti-séptico, pacotes de gaze estéril, adesivo, material para punção de vários tamanhos (incluindo agulhas metálicas, plásticas e agulhas especiais para punção óssea) (Figura 15), garrote, conjunto de macro e micro gotas, cateteres específicos para dissecação de veias de tamanhos adulto/infantil, tesoura, pinça de Kocher, contadores de soro, lâminas de bisturi, seringas de vários tamanhos, torneiras de três vias, equipamento de infusão de quatro vias, frascos de solução salina e glicosada para infusão venosa, caixa completa de pequena cirurgia.
  - Mala de parto contendo luvas cirúrgicas, clamps umbilicais, estilete estéril para corte do cordão, saco plástico para placenta, absorvente higiénico grande, cobertor ou similar para envolver o recém-nascido, compressas cirúrgicas estéreis, pacotes de gazes estéreis e braceletes de identificação, sondas vesicais, coletores de urina, protectores para eviscerados ou queimados, espátulas de madeira, sondas nasogástricas, eléctrodos descartáveis, equipamento para drogas fotossensíveis, equipamento para bombas de infusão, circuito de respirador estéril de reserva, cobertor ou filme metálico para conservação do calor do corpo, campo cirúrgico fenestrado; almotolias com anti-séptico, conjunto de colares cervicais.

- Equipamentos de protecção da tripulação (Figura 16), como, óculos, máscaras, luvas e aventais.
- Outros equipamentos e materiais tais como, colete imobilizador, cilindro de oxigénio portátil com válvula, manómetro e fluxómetro com máscara e chicote para oxigenação, bandagens triangulares, talas para imobilização de membros, cobertores, coletes reflexivos para a tripulação, lanterna de mão.

Para a remoção realizada por aeronaves de asas fixas (aviões) e de asas rotativas, os equipamentos e materiais são semelhantes (Neto, 2000).

Vista interior de um helicóptero RTH Christoph Hansa
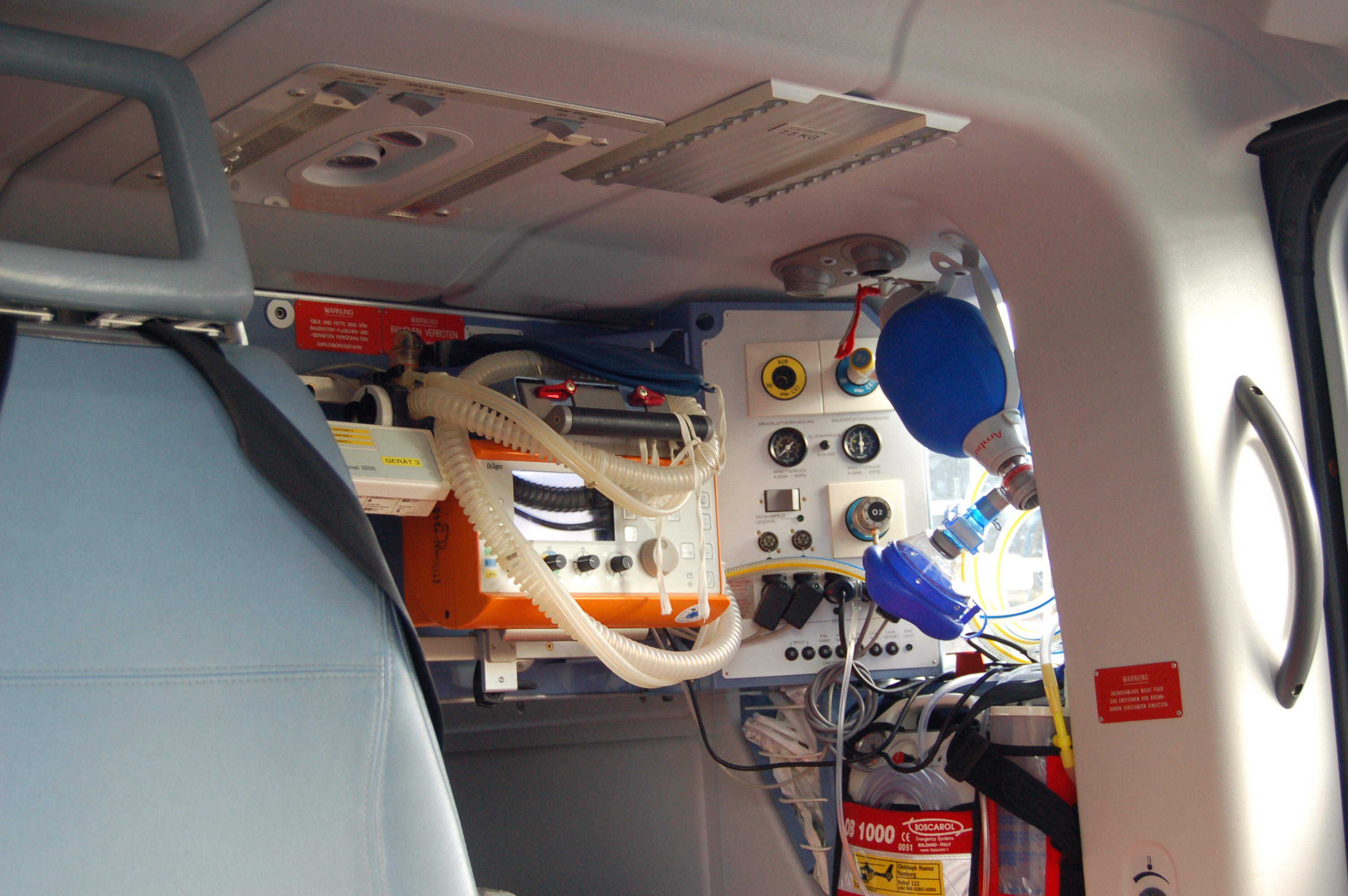
Figura 13. Equipamentos médicos fixos.
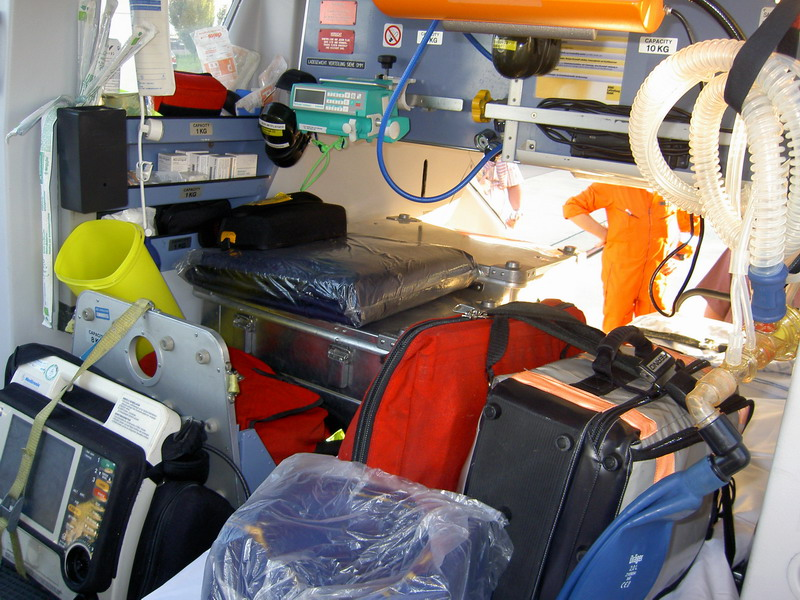
Figura 14. Equipamentos diversos onde é visível um ventilador mecânico e um cobertor térmico.
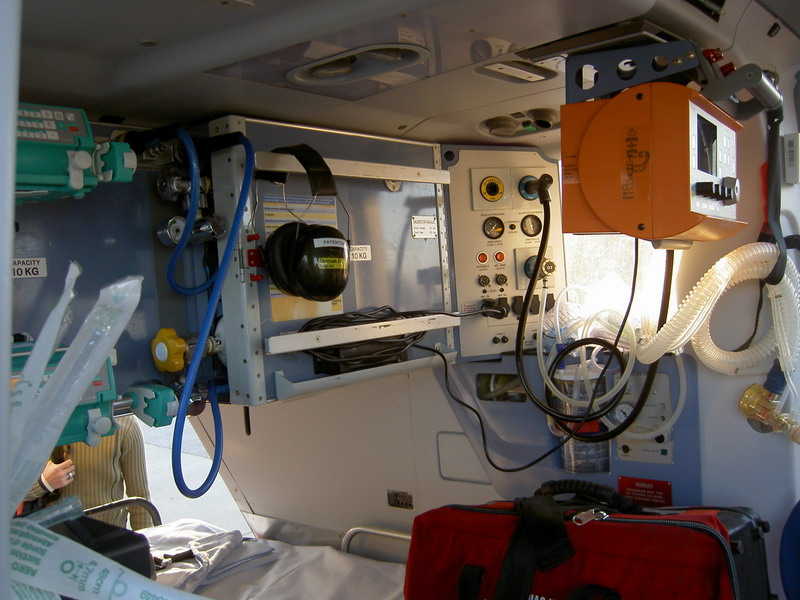
Figura 15. Equipamentos médicos fixos e alguns materiais de acesso venoso.
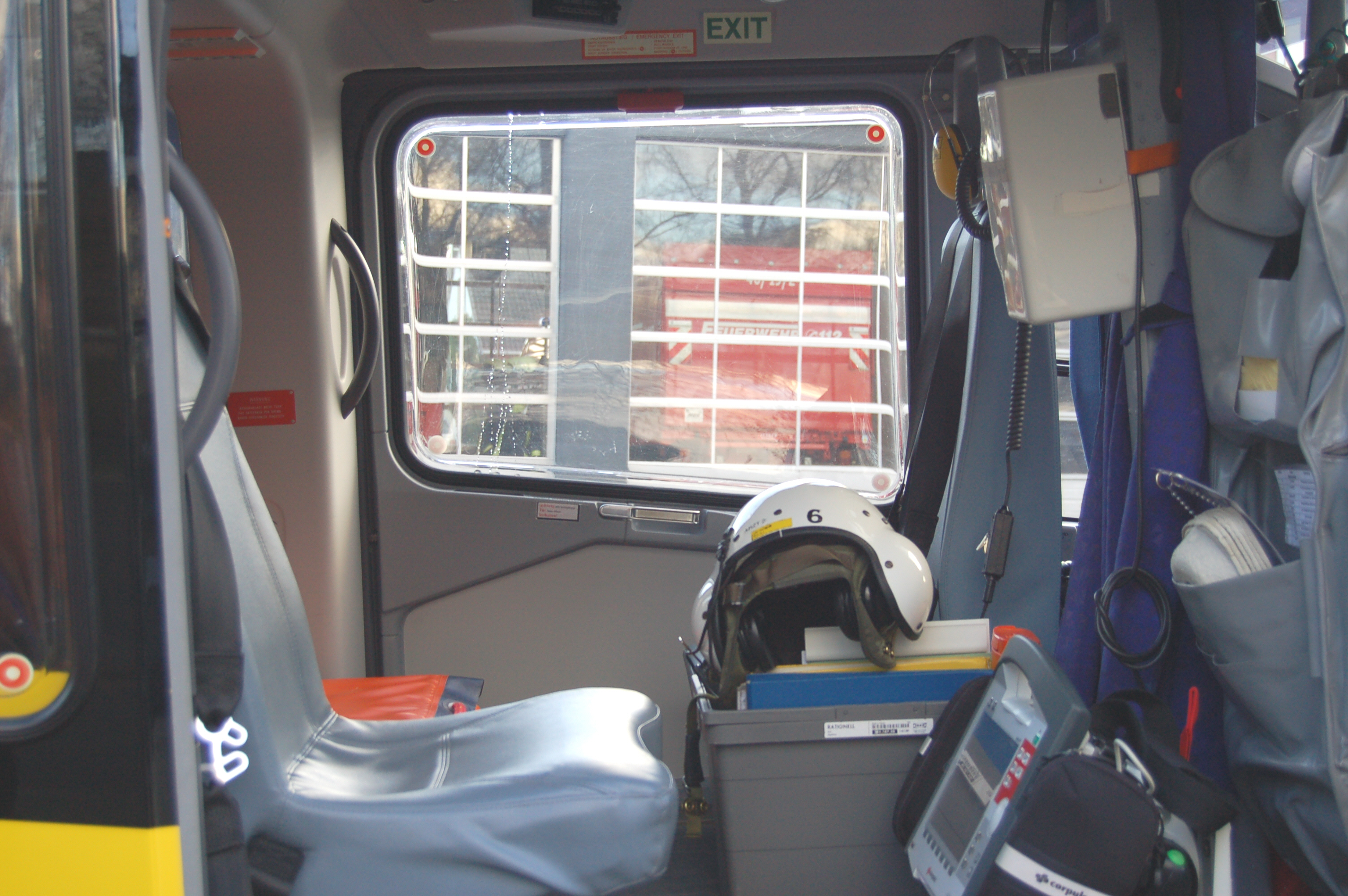
Figura 16. Materiais de protecção individual dos elementos da tripulação.

## Coordenação de Cabine
A coordenação de cabine (crew coordination) tem por base um conjunto de princípios que devem ser seguidos, para que haja uma sintonia entre os elementos da tripulação. Estes princípios são também importantes, na medida em que facilitam os procedimentos durante o transporte aeromédico, permitindo que este ocorra sem qualquer tipo de incidentes.  
A coordenação de cabina baseia-se em (Guimarães, 2003):
- Procurar uma actualização continua, de forma a orientar a tripulação;
- Colocar e retirar luvas, com técnica asséptica;
- Conhecer e executar a limpeza e a desinfecção, conforme protocolos vigentes na empresa;
- Fornecer informações básicas aos acompanhantes quanto à aeronave, saídas de emergência, distúrbios fisiológicos durante o voo, áreas de circulação e áreas restritas;
- Distribuir de uma forma uniforme, toda a carga a bordo das aeronaves, alertando a tripulação para alterações em voo ou em solo, dependendo da patologia do paciente em cada voo;
- Evitar manifestar-se em público sobre erros ocorridos a bordo;
- Utilizar, com habilidade, a manipulação de material de emergência, incluindo extintores, transmissores de emergência (ELTS) e demais equipamentos disponíveis para essas situações;
- Executar, com habilidade, equipamentos de comunicação e intercomunicação;
- Executar embarques e desembarques de pacientes com os rotores ou motores em funcionamento;
- Fixar e retirar os itens aeromédicos, conforme homologação autorizada;
- Informar a gravidade da patologia do aerotransportado ou agravamento na evolução da situação durante o transporte aeromédico, para que os casos especiais sejam tratados com a devida atenção;
- Informar todos os tripulantes sobre o uso de aparelhos e equipamentos a bordo, tais como cardioversores (no caso de paragem cardíaca), computadores, telemóveis, para evitar interferências no sistema de navegação aérea;
- Manipular, com técnica asséptica, os materiais esterilizados;
- Manipular os kits e os materiais aeromédicos, com técnica asséptica;
- Manipular os itens do kits e materiais aeromédicos, efectuando uma montagem e desmontagem de todos os seus itens ;
- Observar com rigor todos os protocolos de assistência aeromédica e protocolos da empresa;
- Observar os procedimentos técnicos de cada profissão, para que não haja interferências indevidas a bordo; evitar principalmente comunicações desnecessárias com o piloto aeromédico durante aterragens, descolagens e subidas;
- Respeitar, conscientemente, a função de cada elemento da tripulação, executando as suas funções com segurança, competência técnica, clareza, habilidade e qualidade;
- Se houver necessidade de improvisar alguma técnica médica não prevista, esta deve ser feita sempre com consciência e consenso, pois esta implicará um envolvimento de toda a tripulação caso existam danos posteriores;
- Realizar simulações periódicas de emergência médica a bordo e no solo;
- Tratar os incidentes críticos em reuniões de briefing;
- Treinar em conjunto, periodicamente, em ambiente hospitalar, previamente autorizado;
- Treinar em conjunto, continuadamente, na empresa;
- Treinar em conjunto, continuadamente, nos aeródromos para emergências aeroportuárias;
- Usar a desmobilização somente em último caso, e, quando for preciso, deve ser feita com tacto, segurança e técnica.

## Critérios logísticos
Os critérios logísticos para a escolha do tipo de transporte aéreo para situações que necessitem de transporte aeromédico têm em consideração (Guimarães, 2003):
- O alcance;
- Meios de comunicação no transporte;
- As condições meteorológicas;
- O custo;
- A disponibilidade da aeronave;
- Os equipamentos e materiais necessários;
- O espaço da cabina;
- As exigências de formação da tripulação;
- As exigências especiais para o transporte;
- A resposta a desastres;
- A segurança do transporte;
- O tempo de resposta;
- A triagem clínica do caso (observando a patologia, a evolução clínica e o custo benefício do transporte em cada atendimento).

## Financiamento

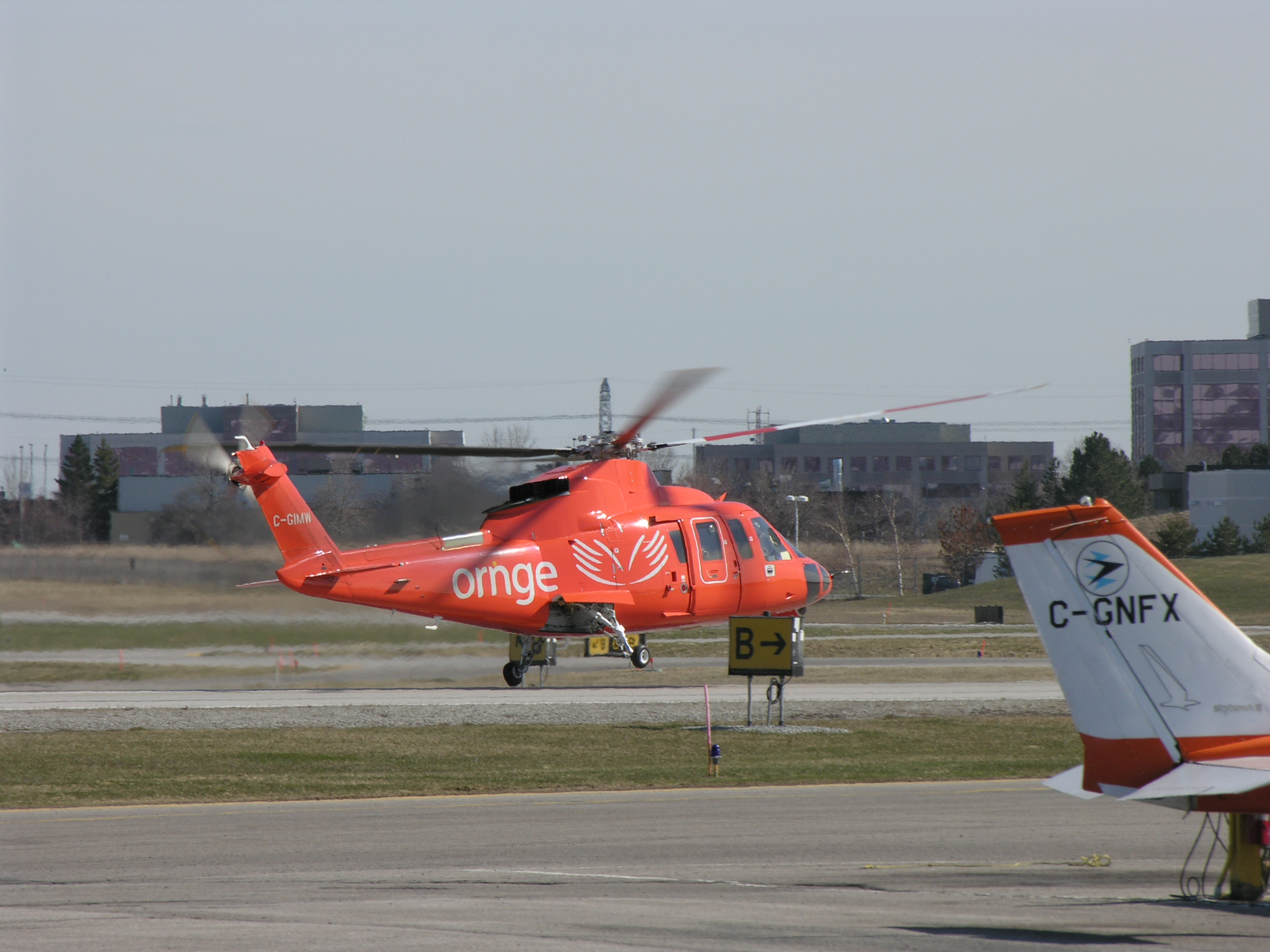
Figura 17. Helicóptero da ORNGE.

As aeronaves (helicópteros e aviões) que realizam o transporte aeromédico podem ser adquiridas de diversas formas e prestar uma variedade de serviços. Os modelos podem ser pagos pelo governo, doados por empresas ou angariação de fundos ou podem operar com recursos a taxas serviço. As aeronaves podem ser também utilizadas para múltiplas funções ou somente para transporte aeromédico militar ou civil.
Governo

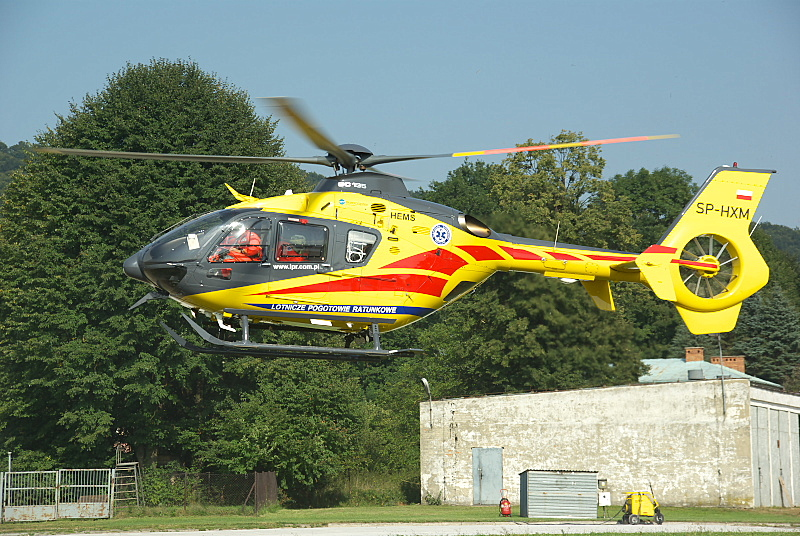
Figura 18. Helicoptro da LPR (Polónia).

Em alguns casos, os serviços prestados pelas aeronaves são fornecidos a nível do governo, quer directamente, quer através de contratação de empresas que possam prestar este tipo de serviços. Em muitas situações é o próprio governo a estipular as regras de uso do transporte aeromédico. Procura-se manter os custos controlados e especificar a forma de procedimento (a um nível de detalhe) para delimitar a responsabilidade. Noutras situações, o governo adquire um postura hands-off na forma em que o sistema opera e cria responsáveis locais para as diferentes áreas do sistema. O programa «ORNGE» (em inglês) (Figura 17) em Ontario e a LPR (Lotnicze Pogotowie Ratunkowe) polaca (Figura 18) são exemplos deste tipo de sistema de operações.
Em Portugal, os helicópteros do INEM também são financiados pelo governo.
Doação de empresas

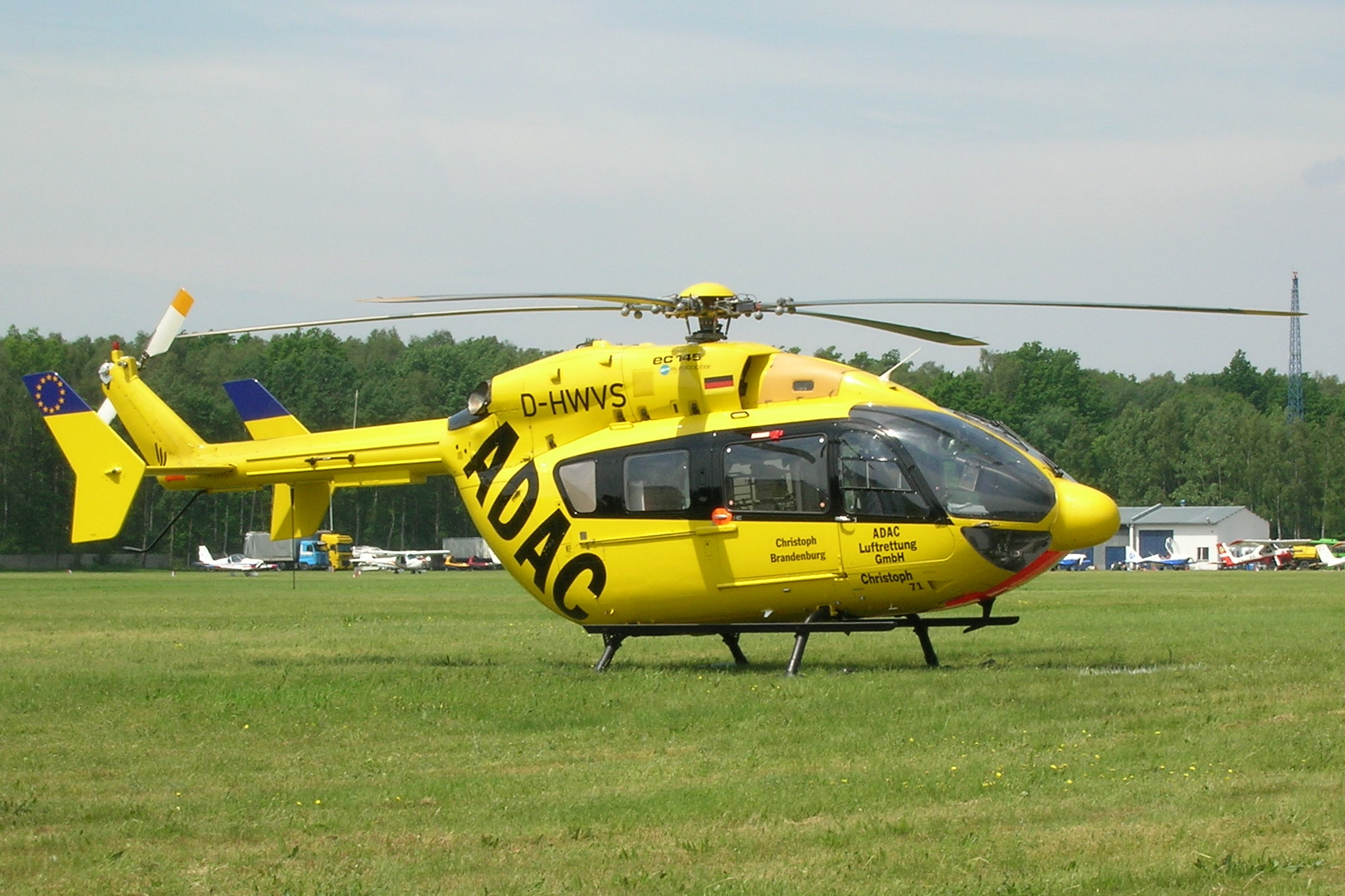
Figura 19. Helicóptero da ADAC.

Algumas empresas ou companhias multinacionais, podem decidir doar uma aeronave, como um gesto de solidariedade ou apenas como uma oportunidade para promover a empresa.
Alguns exemplos deste tipo de doações são comuns na União Europeia, nomeadamente, em Londres onde a empresa Virgin Corporation financia o Helicopter Emergency Medical Service e na Alemanha uma grande parte dos helicópteros Christoph são financiados pela «ADAC» (em inglês) (Figura 19), que é o maior clube automóvel da Alemanha.
Na Austrália e na Nova Zelândia, muitas das operações de transporte aeromédico são patrocinadas pelo Westpac Bank. 
Doação pública
As aeronaves podem também ser fornecidas por meio de doações voluntárias de beneficência ou por subsídios complementares de doações. Países como o Reino Unido utilizam estes dois sistemas em simultâneo.
Na Inglaterra e no País de Gales, o serviço é financiado através de instituições de solidariedade regionais.
Taxa de serviço
Pode-se pensar que as empresas que realizam serviços de transporte aeromédico, podem não cobrar pelos serviços prestados, no entanto, existe sempre alguém que acarreta com os custos desse serviço, mesmo quando a aeronave é propriedade do governo.
Existem, no entanto, algumas empresas privadas que também efectuam este tipo de serviço e que cobram por ele. 
Na União Europeia, grande parte das empresas de transporte aeromédico, recorrem a uma taxa de serviço.
As empresas que utilizam a taxa de serviço são responsáveis pela sua própria organização, tendo no entanto que cumprir exigências de licenciamento estipuladas pelo governo.
A empresa Rega, na Suíça, funciona com este tipo de serviço.
Múltiplas funções
As aeronaves e todo o equipamento necessário para realizar o transporte aeromédico acarretam custos muito elevados de aquisição e de manutenção. Como tal, é usual que estas aeronaves sejam utilizadas para outros serviços e por outros governos.
No sul de Queensland, na Austrália, os helicópteros do Queensland Ambulance Service são também utilizados pelas hidroeléctricas.
O paramédico que realiza transporte aeromédico também pode ser requisitado para outros serviços, como é o caso da Maryland State Police, em que o paramédico sempre que não precisa de realizar serviço de emergência aeromédica, é observador a bordo de um helicóptero da polícia (Bhattarai, 2009).
Em Portugal, os aviões da companhia aérea TAP, caso seja necessário e quando solicitados, realizam transporte de doentes. Uma situação destas, ocorreu em 2004, em que foi necessário o transporte de doentes cardiovasculares do Instituto de Coração de Maputo, para Portugal onde poderiam ter um acompanhamento médico mais adequado (Lusa, 2004).

## Modelos de aeronaves
O transporte aeromédico pode utilizar aeronaves de asa fixa (aviões) e de asa rotativa (helicópteros). Relativamente à propulsão, estas aeronaves podem ser bi-motor, turbo-hélice ou jactos (Guimarães, 2003).
Alguns dos modelos mais comuns de aeronaves encontram-se mencionados nas Tabelas 1 e 2. 
Na Tabela 1, são referidas as aeronaves, as suas principais características, o país onde teve origem e os países onde opera. 
O primeiro modelo da tabela é o Beechcraft King Air 90. Esta aeronave de dois motores movida a turbo-hélice é ideal para curtas e médicas distâncias. Teve origem nos Estados Unidos e opera em países como Argentina, Canadá, Chile, Estados Unidos, Índia e Israel.
Os quadrados em branco na tabela correspondem a informações que não foram obtidas.
| Modelo                        | Descrição | País de origem  | Países onde opera |
| ----------------------------- | --- | --------------- | --- |
| Beechcraft King Air 90        | Aeronave de dois motores movida a turbo-hélice, ideal para curtas e médias distâncias (Figura 20) (Ferrari, 2005 e Serviço, [2009]) | Estados Unidos  | Argentina, Canadá, Chile, Estados Unidos, Índia, Israel |
| Beechcraft King Air 200       | É conhecida mundialmente como sendo a aeronave mais versátil e resistente alguma vez construída (Figura 21) (Sete, [2009?] e Serviço, [2009]) | Estados Unidos  | Alemanha, Austrália, Bélgica, Canadá, Dinamarca, Estados Unidos, Finlândia, França, Guiné, Hong Kong, Índia, Moçambique, Marrocos, México, Nigéria, Noruega, Panamá, República do Congo, Suécia, Suíça, Tailândia, Taiwan, Ucrânia, Vietname           |
| «Bell 212» (em inglês)        | Helicóptero que pode ser operado condições de elevadas de temperaturas ou de elevada humidade. Possui um gancho na sua parte lateral, que facilita os resgates em áreas difíceis (Figura 22) (British, [2009]) | Canadá          | Alemanha, Brasil, Canadá, Croácia, Estados Unidos, Filipinas, Gronelândia, Ilhas Faroé, Japão, Macedónia, México, Portugal, Sérvia |
| «Bell 222» (em inglês)        | Helicóptero bi-motor (Figura 23). Foi utilizado na série televisiva Airwolf (Absolute, [2009]) | Canadá          | Portugal |
| «Bell 430» (em inglês)        | Helicopetro bi-motor, que apresenta diversas melhorias em relação aos modelos anteriores (Figura 24). Possui um gancho com uma capacidade de 1 585 kg (Airliners, [2009]) | Canadá          | Portugal |
| «BK 117» (em inglês)          | Helicóptero bi-motor (Airliners, [2009]) | Alemanha, Japão | África do Sul, Alemanha, Argentina, Austrália, Canadá, Chile, Colômbia, Emirados Árabes Unidos, Espanha, Estados Unidos, França, Grécia, Indonésia, Iraque, Itália, Japão, Jordânia, México, Nova Zelândia, Peru, Reino Unido, República Checa, Taiwan |
| Cessna 412C                   | Aeronave de dois motores movida a pistões, utilizada para voos regionais (Serviço, [2009]) |                 | Bolívia, Costa do Marfim, Filipinas,Nova Zelândia, Paquistão, Paraguai, Sri Lanka, Turquia |
| «EC 135» (em inglês)          | Bimotor com grande flexibilidade operacional. É o helicóptero da sua categoria mais vendido no mundo (Figura 25) | Alemanha        | Escócia, Inglaterra |
| Esquilo AS 350 B2             | O Esquilo AS 350 B2 é um helicóptero utilizado em missões de curta distância, em locais sem infra-estrutura aeroportuária. Este helicóptero apresenta baixos níveis vibratórios e de ruído e possui um desempenho melhor a elevadas altitudes e sujeito a altas temperaturas (Ferrari, 2005) |                 | |
| «Lear jet 35» (em inglês)     | Aeronave a jacto utilizada para transporte de pacientes a longas distâncias em situações críticas, devido a fornecer conforto aos pacientes e uma grande velocidade (Ferrari, 2005) | Estados Unidos  | Argentina, Estados Unidos, Japão, Suíça, Brasil |
| «MD 902 explorer» (em inglês) | Helicóptero bi-motor com o sistema NOTAR incorporado, que proporciona uma maior segurança e menores ruídos (Airliners, [2009]) | Estados Unidos  | Alemanha, Bélgica, Estados Unidos, Inglaterra, Luxemburgo, México. |
| Mitsubishi MU2B               | Com 1000 HP de potência em cada turbina, o Mitsubishi MU2B é o turbo-hélice pressurizado mais rápido de sua categoria, se tornando assim um avião capaz de percorrer o trajeto Goiânia-Brasília em apenas 26 minutos. Podendo operar em todo tipo de pista, o Mitsubishi se torna um avião versátil e ágil, levando ate oito passageiros confortavelmente a qualquer lugar do país com o melhor custo benefício.(SETE) | Japão           | Brasil |
| Pilatus PC-12                 | Aeronave turbo–hélice mono-motor, que combina factores como, fiabilidade, versatilidade e segurança (Figura 26) (Pilatus, [2009a?]) | Suíça           | Canadá, Estados Unidos |
| SENECA III                    | Aeronaves bi-motor, ideais para operar em locais desprovidos de infra-estrutura aeroportuária e em curtas e médias distâncias. São também aeronaves aptas para voar em condições adversas de tempo (Figura 27) (Brasil, [2009?] e SETE, [2009?)] | Florida         | Brasil |
| «Sikorsky S76-C+» (em inglês) | Helicóptero versátil com dois motores, um rotor principal e um de cauda. Possui um trem de aterragem retratil e um sistema de controlo de ruídos e vibrações. (Airliners, [2009]) | Estados Unidos  | Austrália, Brasil, Canadá, China, Espanha, Estados Unidos, Hong Kong, Inglaterra, Japão, Panamá, Sérvia, Suécia, Taiwan |

A Tabela 2 especifica as características das aeronaves mencionadas na tabela 1. Os quadrados em branco representam informações que não foram obtidas.
A aeronave SENECA III tem uma autonomia a de 4 horas e 30 minutos e um raio de acção e uma altitude de 1 350 km e 10 000 pés, respectivamente. A sua velocidade cruzeiro é de 300 km/h, não dispõe de uma cabine pressurizada e tem capacidade para 2 pacientes e uma tripulação de 4 elementos.
| Modelo                                                        | Autonomia (h:min) | Raio de acção (km) | Altitude (pés) | Velocidade Cruzeiro (km/h) | Cabine pressurizada | Capacidade                                                                      |
| ------------------------------------------------------------- | ----------------- | ------------------ | -------------- | -------------------------- | ------------------- | ------------------------------------------------------------------------------- |
| Beechcraft King Air 90 (Ferrari, 2005 e Hawker, [2009a?])     | 5:00              | 2 446              | 30 000         | 420                        |                     | 1 paciente, 2 acompanhantes e uma tripulação de 4 elementos                     |
| Beechcraft King Air 200 (Sete, [2009?] e Hawker, [2009b?])    | 6:00              | 3 334              | 35 000         | 540                        | Sim                 | 1 paciente, 1 acompanhante e uma tripulação de 4 elementos de equipe médica     |
| «Bell 212» (em inglês)                                        | 4:00              | 740                | 17 400         | 190                        |                     | 14 pessoas a bordo                                                              |
| «Bell 222» (em inglês) (Absolute, [2009])                     | 2:40              | 604                | 12 800         | 260                        |                     | 1 paciente, 1 acompanhante e uma tripulação de 4 elementos                      |
| «Bell 430» (em inglês) (Airliners, [2009])                    | 3:50              | 503                | 18 340         | 256                        |                     | 1 a 2 pacientes e uma tripulação de 4 a 5 elementos (um piloto e equipa médica) |
| «BK 117» (em inglês) (Airliners, [2009])                      |                   | 545                | 13 450         | 264                        |                     | 10 pessoas a bordo                                                              |
| Cessna 412C (Serviço, [2009] e Airliners, [2009])             |                   | 1 750              | 27 000         | 420                        | Sim                 | 6 a 8 pessoas a bordo                                                           |
| «EC 135» (em inglês)                                          | 2:20              | 635                | 10 000         | 287                        |                     | 2 pacientes e uma tripulação de 3 elementos                                     |
| Esquilo AS 350 B2 (Ferrari, 2005)                             | 3:20              | 660                |                | 220                        |                     | 1 paciente e 3 elementos da tripulação                                          |
| «Lear jet 35» (em inglês) (Ferrari, 2005 e Airliners, [2009]) | 3:30              | 4 070              | 41 000         | 852                        |                     | 1 paciente, 1 acompanhante e uma tripulação de 4 elementos                      |
| Lear Jet 35A (SETE)                                           | 5:00              | 3400               | 40000          | 850                        | Sim                 | 1 Paciente, 2 Acompanhantes, 2 Elementos de Tripulação e 2 Equipe Médica        |
| «MD 902 explorer» (em inglês) (Airliners, [2009])             | 3:30              | 607                | 20 000         | 252                        |                     | 10 pessoas a bordo                                                              |
| Mitsubishi MU2B - Aeromédico (SETE)                           | 4:30              | 1600               | 22000          | 500                        | Sim                 | 1 Paciente, 2 Acompanhantes, 2 Elementos de Tripulação e 2 Equipe Médica        |
| Pilatus PC-12 (Pilatus, [2009b?])                             | 8:00              | 3 208              | 30 000         | 500                        | Sim                 | 9 a 11 pessoas a bordo                                                          |
| SENECA III (Brasil, [2009?] e Sete, [2009?])                  | 4:30              | 1 350              | 10 000         | 300                        | Não                 | 2 pacientes e uma tripulação de 4 elementos                                     |
| «Sikorsky S76-C+» (em inglês) (Airliners, [2009])             |                   | 813                | 18 000         | 269                        |                     | 2 acompanhantes e uma tripulação de 4 elementos                                 |

Aeronaves de asa fixa e asa rotativa
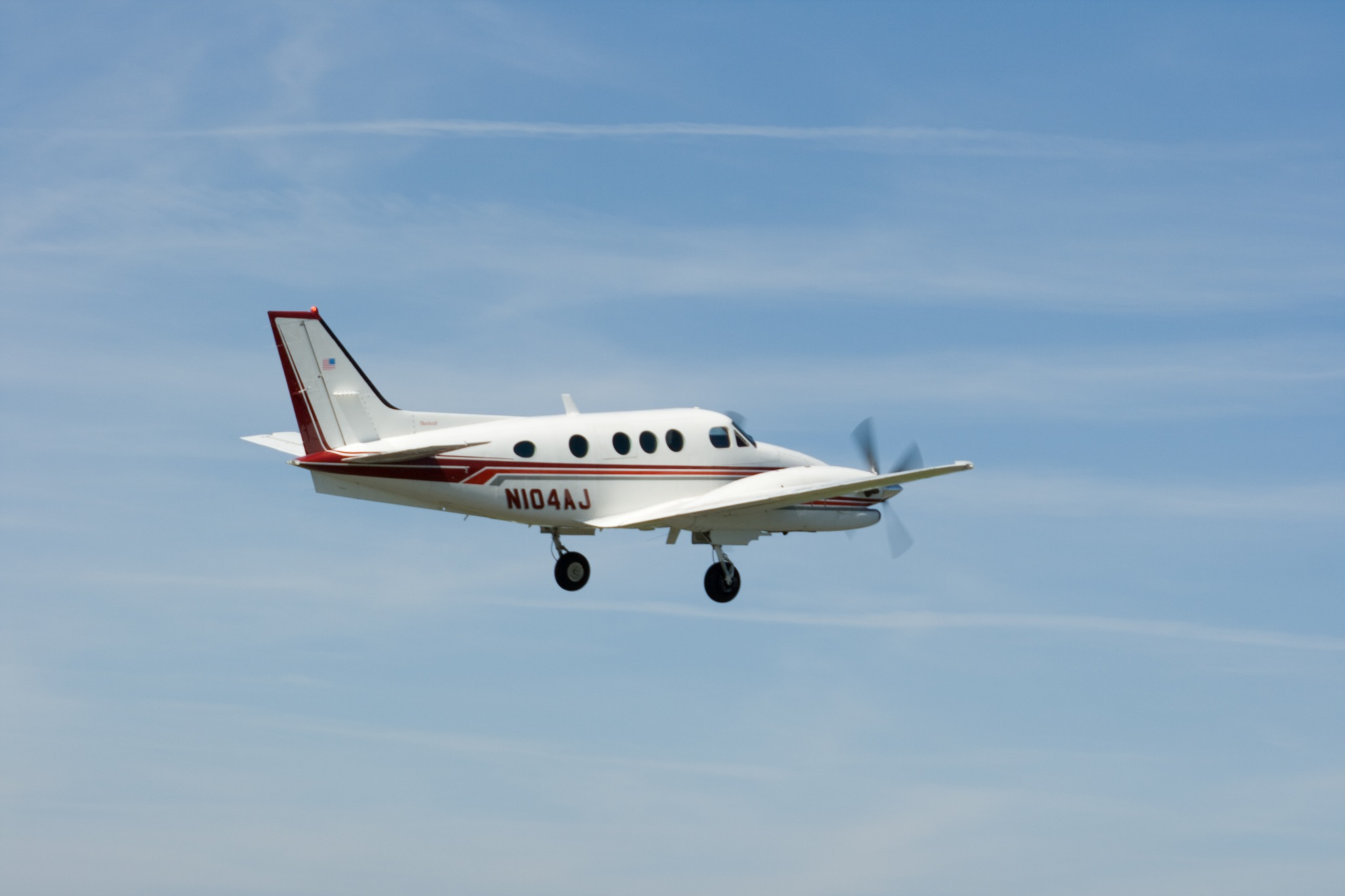
Figura 20. Aeronave Beechcraft King Air 90.
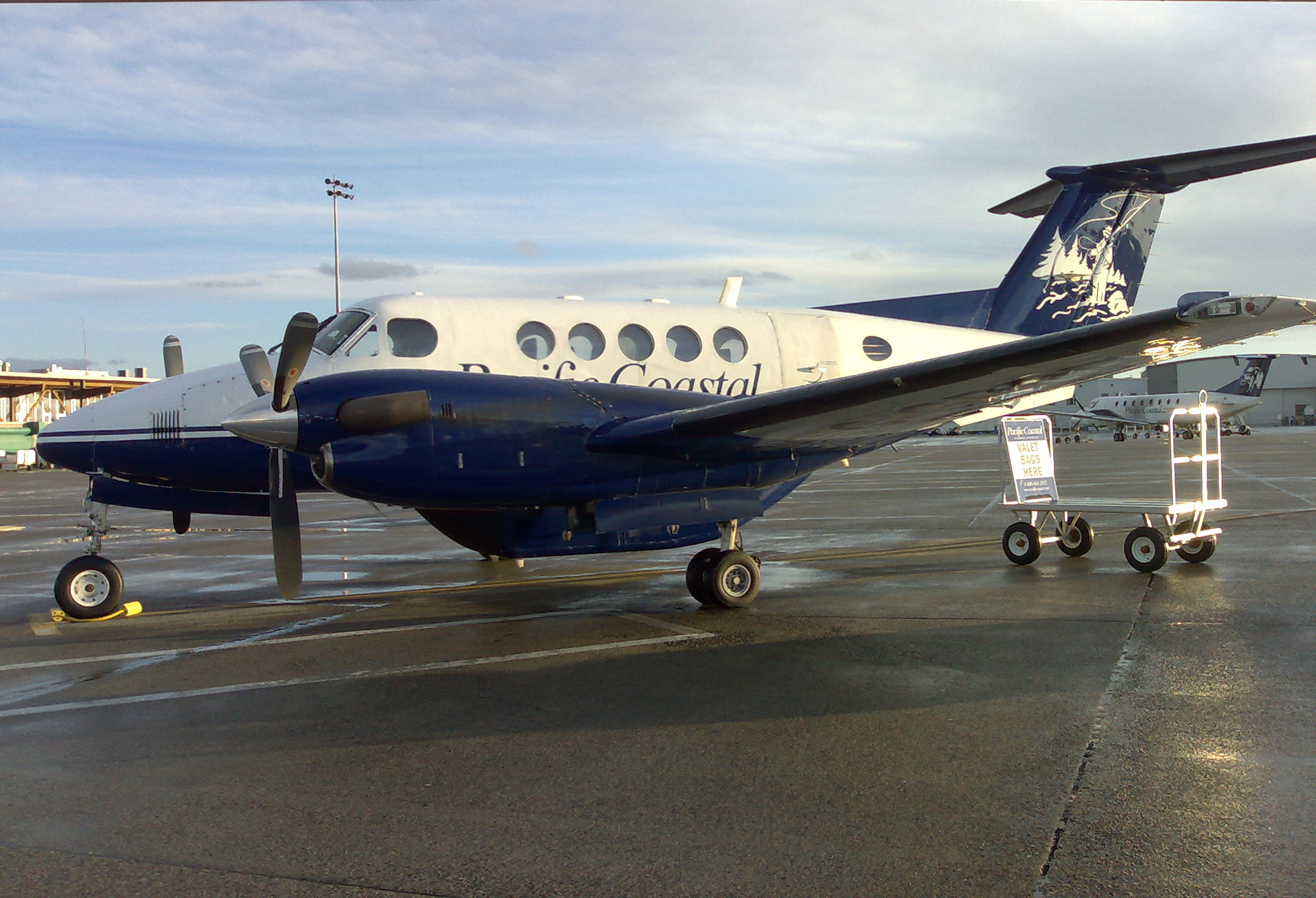
Figura 21. Aeronave Beechcraft King Air 200.
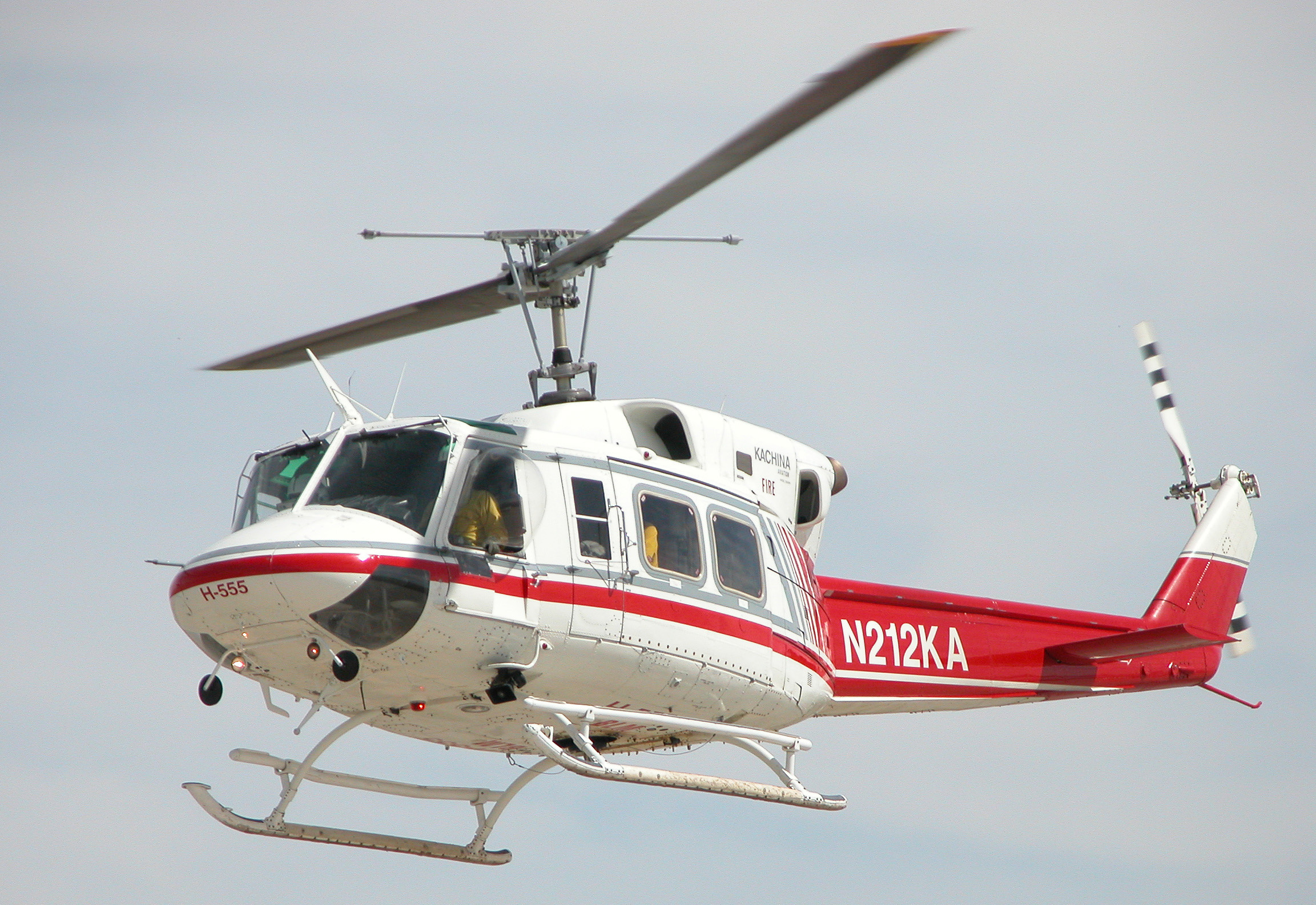
Figura 22. Helicóptero Bell 212.
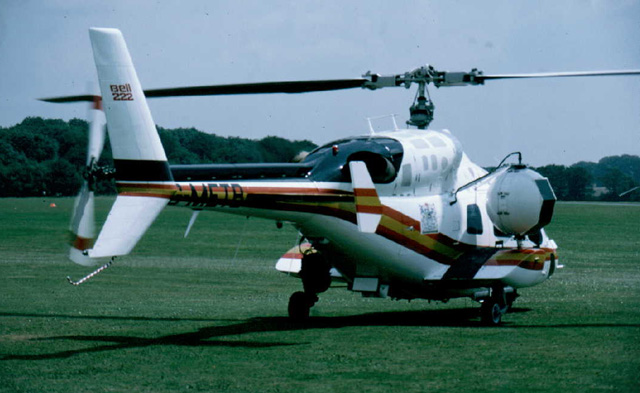
Figura 23. Helicóptero Bell 222.
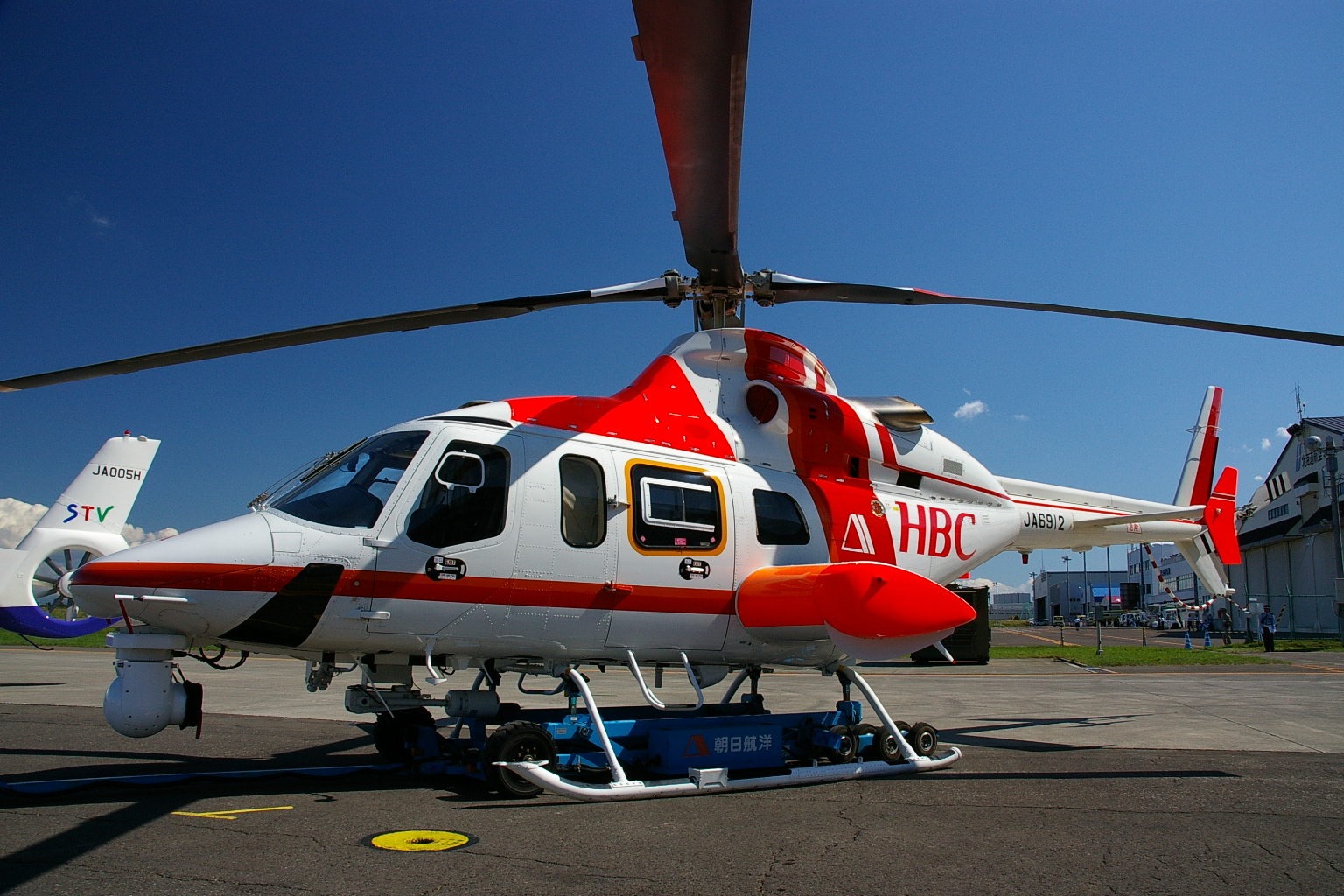
Figura 24. Helicóptero Bell 430.
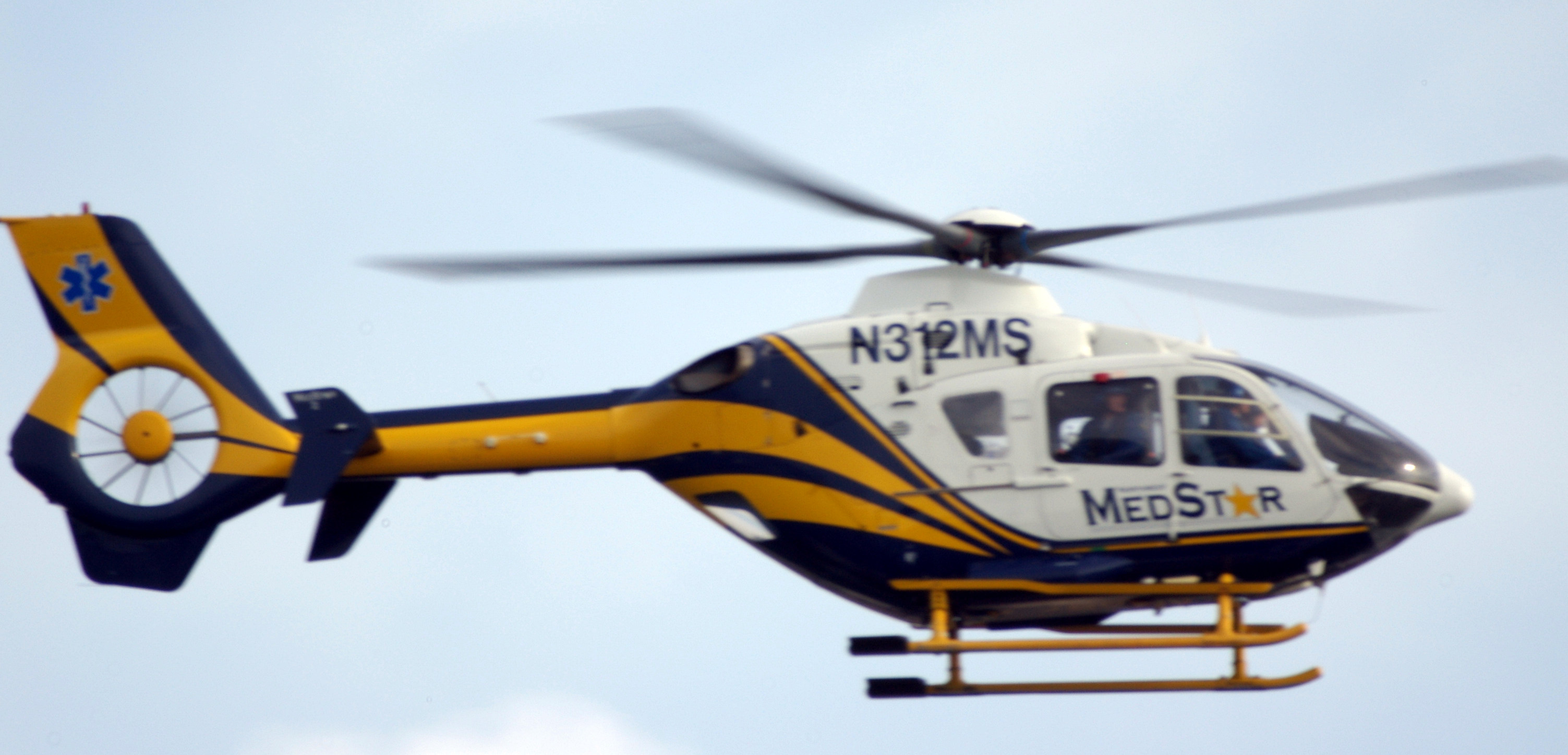
Figura 25. Helicóptero EC 135.
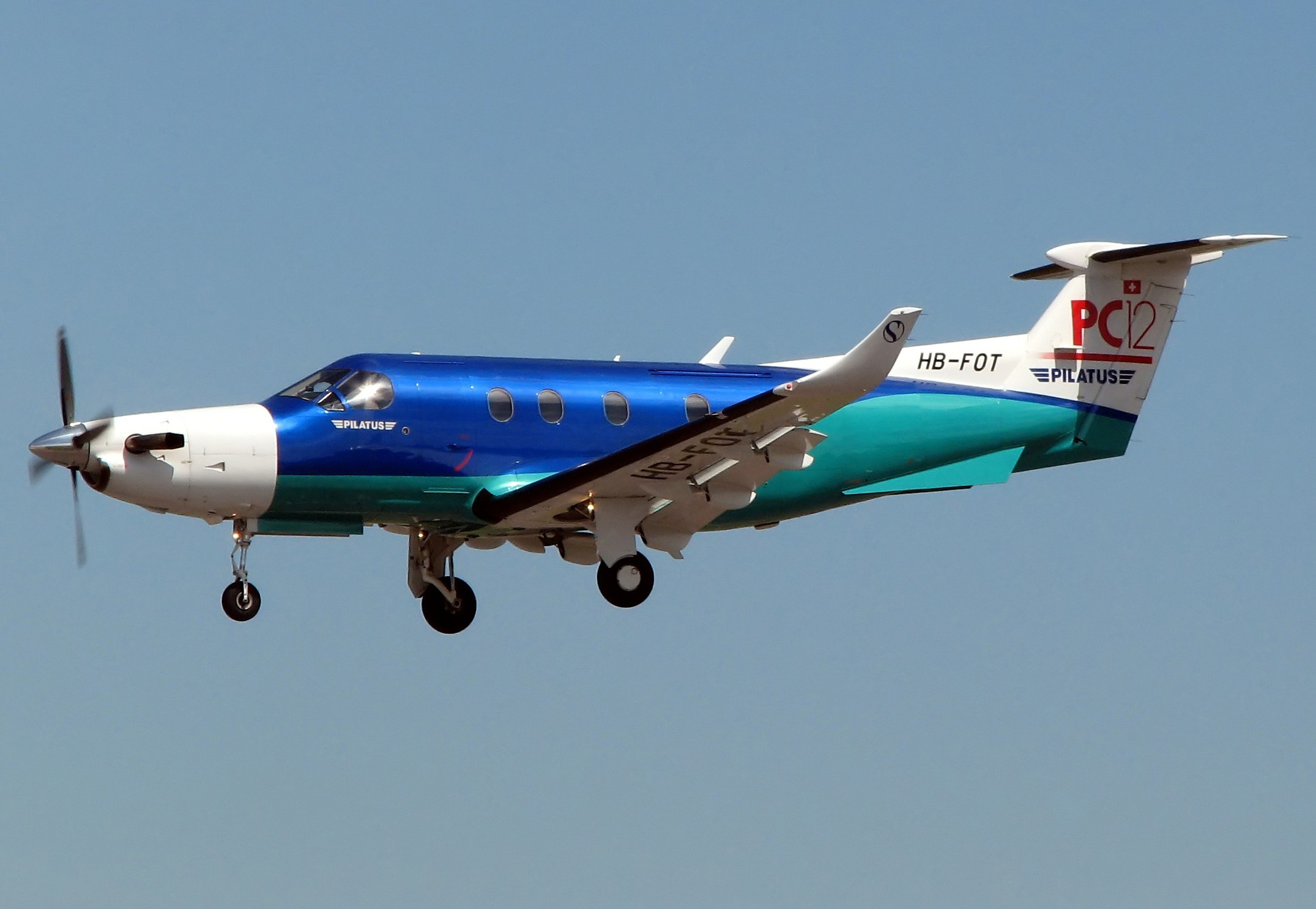
Figura 26. Aeronave Pilatus PC-12.
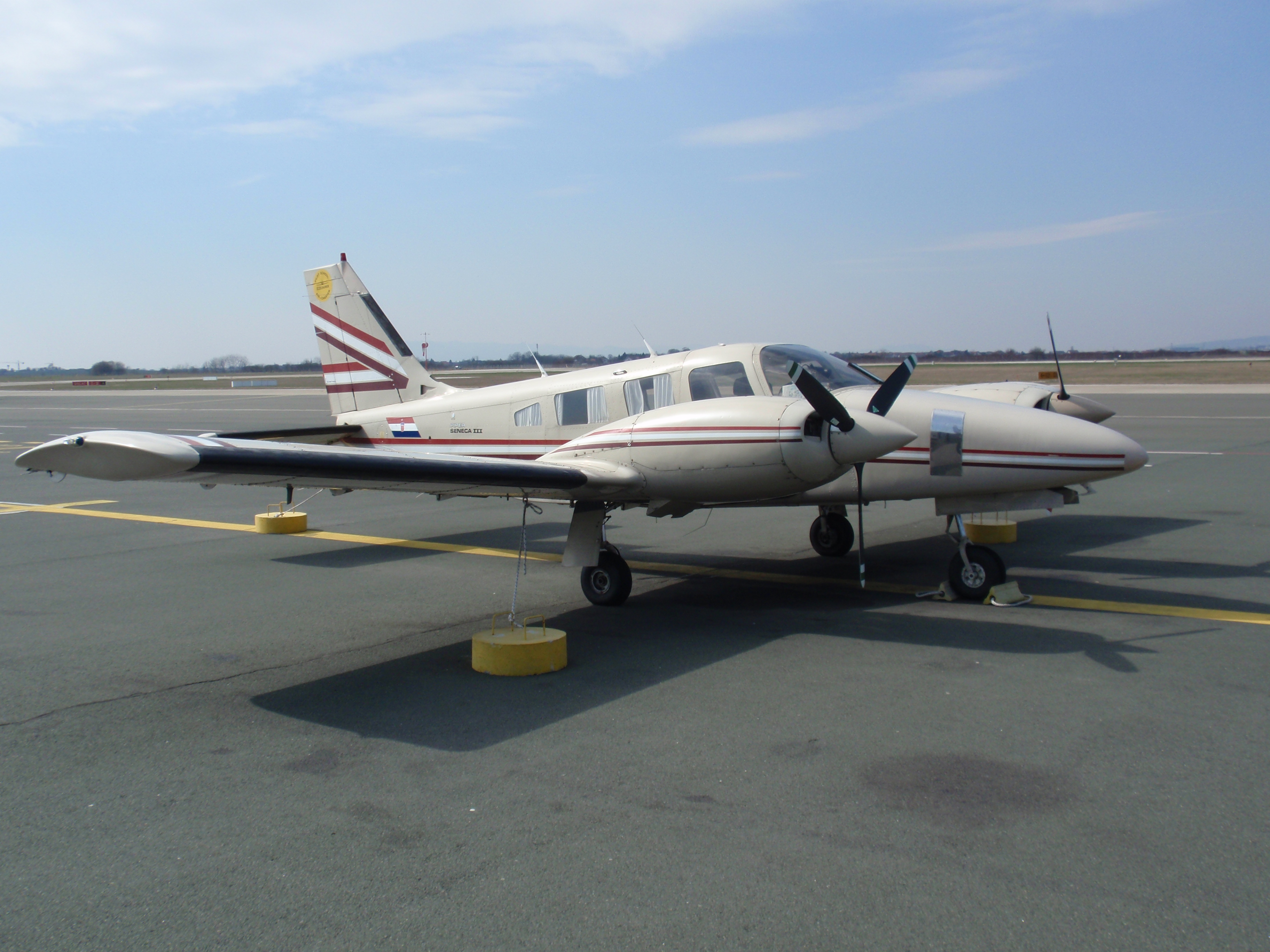
Figura 27. Aeronave SENECA III.